# Koné (Nouvelle-Calédonie)
 (septembre 2023).
La mise en forme du texte ne suit pas les recommandations de Wikipédia : il faut le « wikifier ».
Les points d'amélioration suivants sont les cas les plus fréquents. Le détail des points à revoir est peut-être précisé sur la page de discussion.
- Les titres sont pré-formatés par le logiciel. Ils ne sont ni en capitales, ni en gras.
- Le texte ne doit pas être écrit en capitales (les noms de famille non plus), ni en gras, ni en italique, ni en « petit »…
- Le gras n'est utilisé que pour surligner le titre de l'article dans l'introduction, une seule fois.
- L'italique est rarement utilisé : mots en langue étrangère, titres d'œuvres, noms de bateaux, etc.
- Les citations ne sont pas en italique mais en corps de texte normal. Elles sont entourées par des guillemets français : « et ».
- Les listes à puces sont à éviter, des paragraphes rédigés étant largement préférés. Les tableaux sont à réserver à la présentation de données structurées (résultats, etc.).
- Les appels de note de bas de page (petits chiffres en exposant, introduits par l'outil «  Source ») sont à placer entre la fin de phrase et le point final[comme ça].
- Les liens internes (vers d'autres articles de Wikipédia) sont à choisir avec parcimonie. Créez des liens vers des articles approfondissant le sujet. Les termes génériques sans rapport avec le sujet sont à éviter, ainsi que les répétitions de liens vers un même terme.
- Les liens externes sont à placer uniquement dans une section « Liens externes », à la fin de l'article. Ces liens sont à choisir avec parcimonie suivant les règles définies. Si un lien sert de source à l'article, son insertion dans le texte est à faire par les notes de bas de page.
- La présentation des références doit suivre les conventions bibliographiques. Il est recommandé d'utiliser les modèles {{Ouvrage}}, {{Chapitre}}, {{Article}}, {{Lien web}} et/ou {{Bibliographie}}. Le mode d'édition visuel peut mettre en forme automatiquement les références.
- Insérer une infobox (cadre d'informations à droite) n'est pas obligatoire pour parachever la mise en page.

Pour une aide détaillée, merci de consulter Aide:Wikification.
Si vous pensez que ces points ont été résolus, vous pouvez retirer ce bandeau et améliorer la mise en forme d'un autre article.
Pour les articles homonymes, voir Koné.
Koné (en haeke : Koohnê) est une commune de Nouvelle-Calédonie, sur la côte Ouest de la Grande Terre, sur la RT1, à 265 km au nord-ouest de Nouméa, à 10 km au nord de Pouembout et à 30 km au sud de Voh. 
La côte est (Touho et Poindimié) est à une centaine de kilomètres, par les vallées de la Koné et de la Tiwaka, qui permettent le franchissement de la chaîne centrale.
La ville, chef-lieu de la province Nord, abrite l'hôtel de Province ainsi que les services principaux du Commissaire délégué de la République (CDR), et relaye les services du Haut-commissaire délégué du gouvernement en Nouvelle-Calédonie pour la Province Nord.
La dénomination VKP (Voh - Koné - Pouembout) indique la volonté de mutation de la région.
La commune fait partie de l'aire coutumière Paici-Camuki.

## Géographie

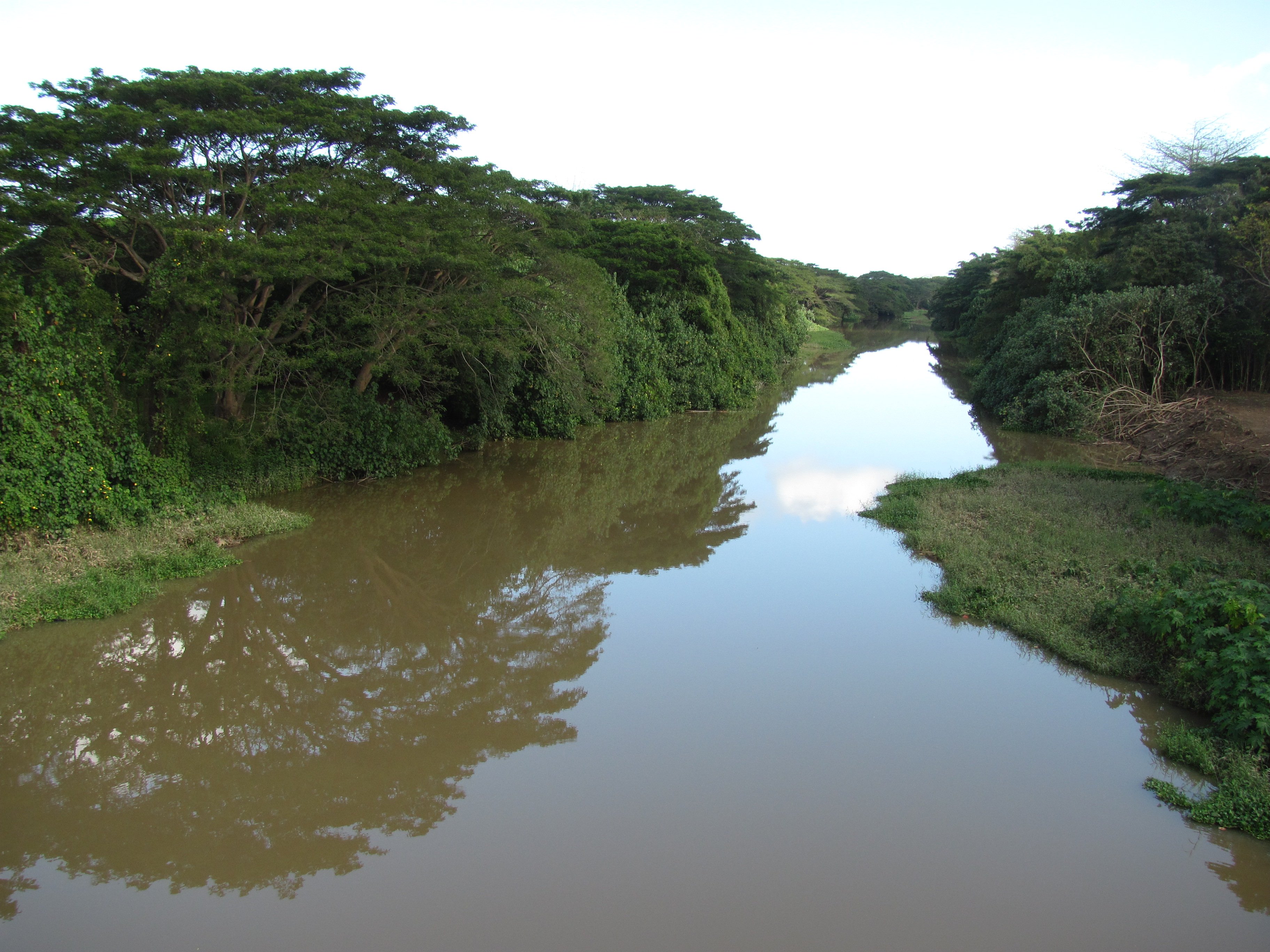
La rivière Koné

Avec 373,6 km2, Koné est l'une des plus petites communes de l'archipel (la 23e). 
Elle est constituée d'une plaine littorale herbeuse et de savane (avec mangrove en zone côtière) couvrant le tiers sud-ouest de son territoire, dominée au nord-est par la Chaîne centrale (dont la ligne de crête constitue sa limite avec les communes de Touho et Poindimié), culminant à 1 014 m d'altitude au mont Pouitchaté près de la tribu d'Atéou (la plus élevée de Nouvelle-Calédonie). 
Entre la plaine et la Chaîne, l'altitude monte progressivement dans une succession de collines et de plateaux. Au nord se détache le massif de Koniambo, culminant à 950 m, constitué de roches ultramafiques, séparé de la Chaîne centrale par la vallée encaissée de la Kamendoua à l'est, et descendant en pentes douces vers la presqu'île de Pindjen et la mer à l'ouest. Ce massif s'étend également sur la commune de Voh. 
La moitié méridionale constitue le bassin versant de la rivière Koné et de ses nombreux affluents, prenant sa source dans la Chaîne centrale près de la tribu de Netchaot et coulant selon un axe est-ouest jusqu'à son embouchure en delta, recouvert de mangroves, donnant sur la baie de Koné (encadrée par les presqu'îles de Pindjen au nord et de Foué au sud). Le fleuve traverse les tribus de Netchaot, Poindah et Baco, dans sa haute et moyenne vallée, ainsi que la plaine et le village-centre dans sa partie aval.      
Koné est située sur la côte Ouest (sous le vent) de la Grande Terre, l'île principale de la Nouvelle-Calédonie, en Province Nord (dont elle est le chef-lieu depuis sa création en 1989). Elle se trouve à 267 km de Nouméa, à laquelle elle est reliée par la Route territoriale 1 (RT1), voie généralement rapide (110 km/h pour l'essentiel de son tracé hors agglomération, soit un temps de trajet d'environ 3 h 15 depuis le chef-lieu néo-calédonien) qui constitue également la rue principale du village-centre de Koné. 
La Route territoriale 1 (RT1) relie toutes les communes de la côte Ouest, depuis Nouméa au sud-est en passant par Dumbéa, Païta, Boulouparis, La Foa, Moindou, Bourail, Poya et Pouembout, jusqu'à Koumac au nord-ouest en passant par Voh et Kaala-Gomen. 
La Route provinciale Nord 2 (RPN 2), plus connue sous le nom de Koné-Tiwaka, est une transversale reliant les deux côtes de la Grande Terre en passant par la Chaîne centrale entre Koné à l'ouest et les communes de Poindimié et Touho à l'est. Longue de 71 km et inaugurée en 2000, il s'agit de l'un des principaux axes structurant en Province Nord. 
L'aérodrome de Koné, appartenant à l'État, permet de relier Nouméa (aéroport de Magenta) en 40 minutes par deux vols aller et deux retour opérés par Air Calédonie les lundi, mercredi et vendredi.   

### Climat
Koné possède un climat tropical de savane (Köppen: Aw); se caracterisé par une saison relativement sèche entre juillet et novembre et une saison humide entre décembre et juin. À cause de cette position dans les tropiques, il n'y a pas beaucoup de variation saisonnière dans les températures moyennes: de 19,8 ºC en août et 27,3 ºC en février. Grâce à sa position sous le vent de la Chaîne centrale, la ville est soumise à une petite ombre pluviométrique. Par conséquent, les précipitations annuelles ne sont que modérées: 1 034,7 mm et il y a en moyenne 78.0 jours pluvieux.
| Mois                                            | jan.  | fév.  | mars  | avril | mai  | juin | jui. | août | sep. | oct. | nov. | déc. | année   |
| ----------------------------------------------- | ----- | ----- | ----- | ----- | ---- | ---- | ---- | ---- | ---- | ---- | ---- | ---- | ------- |
| Température minimale moyenne (°C)               | 22,2  | 22,8  | 22,2  | 20,3  | 17,9 | 16,1 | 14,4 | 14,4 | 15,1 | 17,3 | 19,1 | 21,1 | 18,6    |
| Température moyenne (°C)                        | 26,9  | 27,3  | 26,6  | 25    | 22,8 | 21,1 | 19,8 | 20   | 21   | 22,9 | 24,5 | 26,1 | 23,7    |
| Température maximale moyenne (°C)               | 31,6  | 31,8  | 31    | 29,6  | 27,7 | 26,1 | 25,2 | 25,5 | 27   | 28,6 | 29,9 | 31,1 | 28,8    |
| Record de froid (°C)                            | 15    | 15,5  | 14    | 11,5  | 8,2  | 6,3  | 6,2  | 6,8  | 7    | 8,2  | 10,6 | 12   | 6,2     |
| Record de chaleur (°C)                          | 37,8  | 38,5  | 36,9  | 36,8  | 34   | 33,5 | 32,1 | 32,5 | 35,2 | 37,2 | 37,5 | 38,2 | 38,5    |
| Précipitations (mm)                             | 135,9 | 186,4 | 178,9 | 81,5  | 71,7 | 73,4 | 49,7 | 50   | 31,2 | 29,7 | 48,9 | 97,4 | 1 034,7 |
| dont nombre de jours avec précipitations ≥ 1 mm | 9     | 10,8  | 10,7  | 7,1   | 6    | 5,6  | 5,2  | 4,6  | 3    | 3,4  | 4,4  | 8,2  | 78      |

## Histoire

### Avant les Européens

#### Tradition de Koné
Les plus anciennes traces de peuplement de la Nouvelle-Calédonie retrouvées à ce jour remonteraient à la fin du IIe millénaire avant l'ère actuelle, soit il y a  environ 3 200 à 3 300 ans, avec une présence attestée dans la région de Koné. Il s'agirait de populations de langues austronésiennes dont l'autre caractéristique était de maîtriser l'art de la céramique. En 1917, le géologue Maurice Piroutet découvre des fragments de poteries sur la plage de Foué près de Koné, dans une localité appelée Lapita. Ce nom a été par la suite retenu par les archéologues pour désigner l'ensemble de ces poteries et le complexe culturel qui y est associé non seulement pour la Nouvelle-Calédonie mais également l'ensemble du Pacifique. En effet durant tout le XXe siècle divers chantiers de fouilles révèlent d'autres exemplaires de ces poteries. Pour la Nouvelle-Calédonie, la première grande campagne de fouilles est menée en 1952 par E. W. Gifford et D. Shutler. Depuis cette date et jusqu'à nos jours, les archéologues se succèdent sur le terrain, faisant d'autant progresser la connaissance du passé pré européen de la Nouvelle-Calédonie. Citons, Golson en 1962, Smart en 1969, Frimigacci (ORSTOM) dans les années 1970 et 1980, et plus récemment Galipaud (IRD) ou encore Christophe Sand (Université de la Nouvelle-Calédonie).
Le nom de tradition de Koné est donné par les archéologues et historiens à la période allant de 1 300 à 200 av. J.-C., parfois également appelée simplement Lapita en référence à ces poteries représentatives de cette période, retrouvées dans une grande partie du Pacifique insulaire et sur des sites essentiellement littoraux, dénotant peut-être une utilisation commerciale, voire rituelle. Cette dernière hypothèse semble confirmée par le fait qu'elles sont de facture soignée, avec des "formes complexes, fabriquées avec soin, et richement décorées de motifs stylisés si caractéristiques qu’ils évoluent peu dans l’espace et dans le temps.". 
Ce type de poterie disparaît assez brutalement au cours du Ier siècle. Se développe également en parallèle un autre type de poterie, dite de Podtanéan (du nom du site de Koné où ce style a été identifié pour la première fois) ou au battoir, qui semble au contraire avoir eu une utilité plus pratique comme en témoigne le fait qu'elles "sont de forme simple et décorées d’impressions que l’on a plus souvent attribuées à la technique de fabrication qu’a l’intention artistique", mais aussi parce qu'elles ont eu une diffusion plus large sur la Grande Terre, ne se limitant pas aux sites littoraux. De plus, contrairement aux Lapita, les Podtanéan ne disparaissent pas véritablement mais vont évoluer avec notamment l'apparition de décors incisés en forme de chevron. 
Il s'agit des poteries dont la datation au carbone 14 fait remonter les plus anciennes traces aux alentours de 1 200 ou 1 300 av. J.-C. Celles-ci sont de deux types :
- Les poteries de type Lapita. Celles-ci se caractérisent "par des formes complexes, fabriquées avec soin, et richement décorées de motifs stylisés si caractéristiques qu’ils évoluent peu dans l’espace et dans le temps."[4]. Ce type de poterie a été retrouvé sur huit sites distincts tous littoraux, 4 sur la côte ouest de la Grande Terre (Koné mais aussi Koumac, Bourail-Nessadiou, Nouméa), 1 à l'île des Pins (Vatcha) et 2 aux îles Loyauté (Luecilla à Lifou et Patho à Maré). Des relations commerciales et culturelles sont ainsi manifestes.
- Les poteries de type Podtanéan. Ces poteries dénommées également "poteries au battoir", "sont de forme simple et décorées d’impressions que l’on a plus souvent attribuées à la technique de fabrication qu’a l’intention artistique."[4]. Leur diffusion est plus large puisque l'on en retrouve aussi sur la côte est et l'intérieur des vallées de la Grande Terre[5].

Selon l'archéologue néo-zélandais, R.C. Green, la coexistence à une même période de deux types de poteries serait le résultat de deux vagues migratoires distinctes. Selon Frimigacci ou Galipaud, cependant, ces deux styles seraient le fait de la même population mais utilisés à des fins différentes. Toujours est-il que la poterie de type Lapita disparaît assez soudainement au Ier siècle, quant à celle de type Podtanéan, si elle ne disparaît pas totalement, elle évolue avec l'apparition de décors incisés en forme de chevron. 
Également à peu près à cette même période, apparaissent de nouveaux types de céramiques dont certaines continuent d'être façonnées jusqu'au début du XXe siècle. Le style retrouvé dans le Nord de la Grande Terre durant cette période courant jusqu'à l'époque contemporaine, au cours de laquelle se mettent en place les sociétés et cultures kanak telles qu'existantes au moment de l'arrivée des premiers Européens, est appelé « tradition de Oundjo (du nom d'un site à Voh, d'apparition plus tardive que les céramiques retrouvées dans le Sud de l'archipel dites de Naia I et Naia II, l'ensemble de la période étant appelée Naia Oundjo, certainement juste avant l'arrivée des Européens, ces poteries sont distinguées également en deux styles : un de petite taille et de forme sphérique et l'autre plus volumineux et ovoïde).

#### Les populations mélanésiennes à l'aube de la colonisation

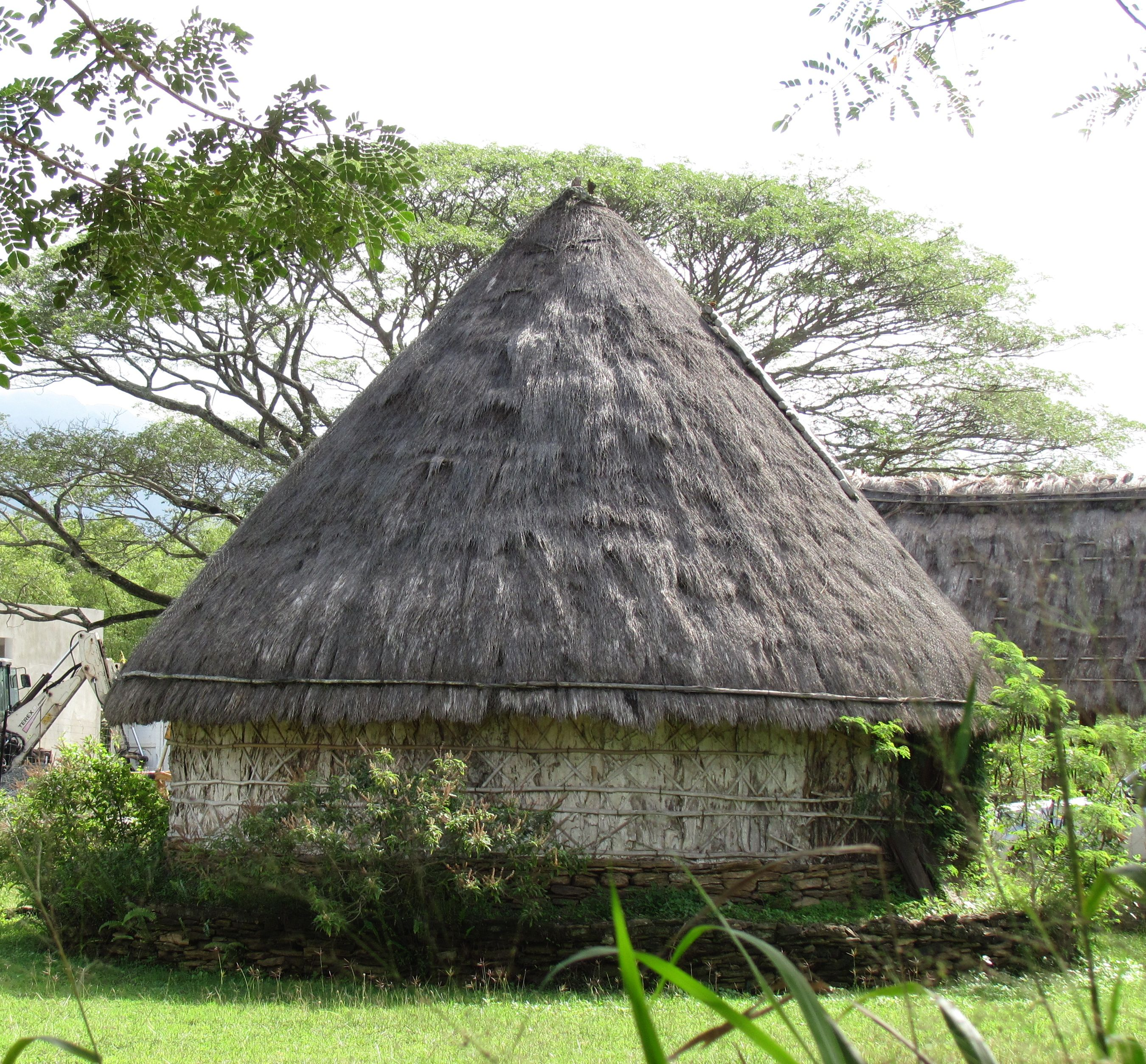
Case reconstituée au centre culturel

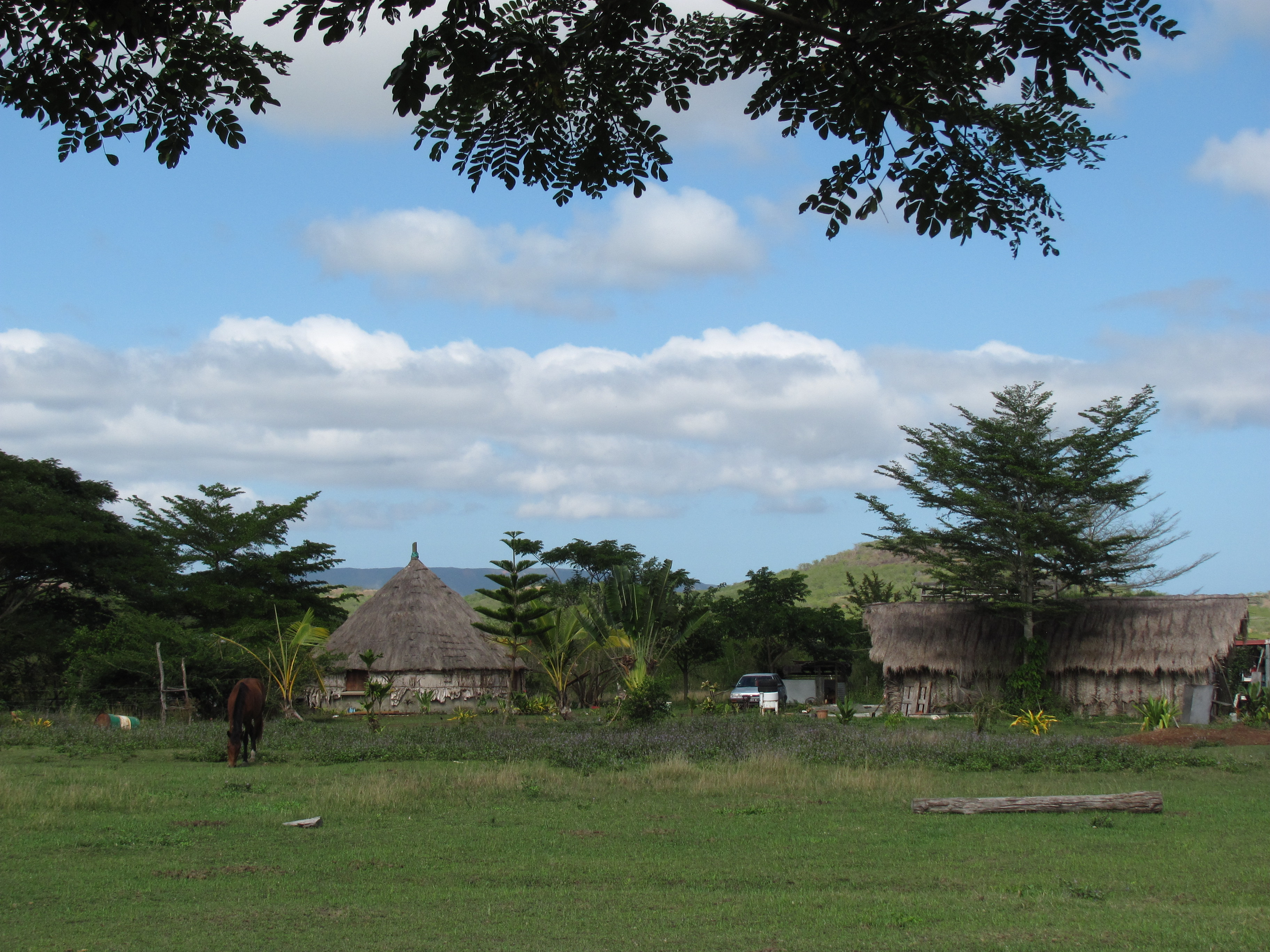
Cases traditionnelles à la tribu de Baco

La tradition orale de la région de Koné-Pouembout, telle qu'étudiée par Jean Guiart ou Alban Bensa, fait ressortir une population mélanésienne au début du XVIIIe siècle aux structures sociales, politiques, culturelles et linguistiques similaires à celles encore existantes aujourd'hui dans l'aire coutumière Hoot ma Waap, plus particulièrement dans les régions correspondant au triangle Voh-Hienghène-Belep à l'extrémité nord de la Grande Terre. Ces structures sont entièrement bouleversées par d'importants mouvements de migrations de clans de langues paicî venus des vallées de la Goièta, de la Ponérihouen et de la Tchamba (sur le territoire actuel de la commune de Ponérihouen) sur la côte Est, à partir du XVIIIe siècle.
Leur commencement étant traditionnellement daté des environs de 1740. Tout particulièrement, deux clans, installés dans la zone autour de l'actuelle tribu de Poindah, vraisemblablement chassés par des guerres de leurs régions d'origine, s'imposent politiquement et socialement dans la région, établissant et institutionnalisant entre eux des rapports matrimoniaux, sociaux et politiques interdépendants, reproduisant partiellement le modèle du « dualisme matrimonial » ou « dualisme exogame » dit « Dui ma Bai » du pays de langue paicî - tout en lui échappant, puisque ces deux clans migrateurs sont issus de la même « moitié », les Dui. Ils fondent ainsi une nouvelle chefferie dans la moyenne et haute vallée du fleuve Koné, et cherchent à intégrer à cette nouvelle structure, ou à en éliminer, les clans rivaux préexistants. Ainsi la fuite d'une zone dangereuse (ou zone de guerre) des Nädù-Görötû se transforme en conquête de la vallée moyenne de la rivière Koné. Il s'agit des :
- Nädu : originaires de la vallée de la Ponérihouen, présentés par la tradition orale de cette nouvelle chefferie comme les premiers migrants et donc comme les « Anciens » légitimant le titre de « chef » porté au sein de l'autre clan, ils sont constitués des « maîtres du sol » ou « maîtres du terrain » (selon la définition d'Alban Bensa renvoyant à Maurice Leenhardt, « gardiens assurant la protection rituelle d'un sol » qui encadrent, contrôlent, conseillent et légitiment le pouvoir du chef qui n'est alors qu'un « grand fils [...] davantage aimé que craint, respecté que redouté », le « garant [...] d'un groupe de parents » et « l'administrateur » du sol)[8]. Certains sont spécialisés, par exemple le lignage Göröunââ détient la fonction de « gardien des armes » et donc de chef militaire[9]. Après la constitution de la « grande-chefferie » administrative ou « district coutumier » et de « petites chefferies » ou « tribus », des lignages Nädu obtiennent certaines de ces petites chefferies et jusqu'à nos jours : les Nadu-Maina à Néami, les Göröunââ ou Gorohouna à Noelly et Atéou.
- Görötû : originaires de la vallée de la Tchamba et, selon la tradition orale, arrivés de manière postérieure aux Nädu, c'est de ce clan qu'est forcément issue la lignée des chefs : les Buumê ou Näbuumêê, attestés comme détenant la chefferie jusque dans les années 1840 notamment par les récits du beachcomber anglais William Diaper ou Diapea ; les Pwêja ou Poadja de Poindah, dont est issu Goodu ou Gondou (natif de la côte Est, adopté à son arrivée dans la région par le lignage Nädu des Göröunââ ou Gorohouna, il est attesté comme chef dans les années 1850 et 1860 au cours desquelles il est à l'origine de troubles, contre d'autres clans de la région pour renforcer l'institution qu'il dirige, ainsi que contre les militaires français qui l'accusent d'être responsables de certains massacres de colons et finalement contre des membres de sa propre lignée, dont ses trois frères qu'il a exilés l'un à Gatope au nord-ouest, un autre dans la vallée de la Poindimié au sud-est et le dernier à Amoa sur la côte Est). Son cadet Katélia, chassé par Goudu à Gatope (Gëtoo, chef Mwââgu), s'allie alors de fait aux forces françaises pour s'imposer face à son frère, et obtient de l'administration coloniale, à titre de récompense (et 'investissement) le titre de « grand-chef » de la chefferie administrative de Poindah, correspondant aux terres de réserve de la moyenne et de la haute-Koné, créée en 1867 et devenue en 1898 un «district coutumier ») ; il transmet l'offre de poste (avec veste et képi) à son frère aîné Goodu qui récuse et refuse. Son frère Pwënägèi, chassé par Goudu dans la vallée de la Pouembout, revient en 1869 et soutient son autre frère Katélia pour devenir grand-chef de la nouvelle chefferie administrative, il est le grand-père d'Auguste Poadja qui a été grand-chef et une figure politique gaulliste et anti-indépendantiste, et l'arrière-grand-père de l'actuel grand-chef Auguste Poindet « Jean » Poadja et de l'homme politique Gérard Poadja)[10].
- à ces deux clans, qui forment une institution commune, peut être associé celui des Göièta, liés par des liens coutumiers aux Görötû ou plus exactement par des liens directs de lignage à lignage (surtout avec les Pwêja) et comme eux originaires de la vallée de la Tchamba, installés essentiellement de manière ancienne sur la plaine littorale au nord de l'actuelle commune de Poya (vallée de la Muéo). Certains se rapprochent des lignages Görötû auxquels ils sont liés dans la région de Koné, en s'installant plus en aval que leurs alliés dans la basse vallée de la Koné : ainsi des Goromido ou des Natéa, par exemple. Ils ont, selon la tradition orale, une fonction de « faiseurs de paix », de négociateurs notamment de l'installation sur un sol de nouveaux lignages ou de nouveaux clans ou de la fin de conflits entre chefferies, clans ou lignages. Ils aident la grande-chefferie Poadja et l'administration française à réprimer l'insurrection de 1878, et certaines chefferies dépendantes des Poadja (« petites chefferies » ou « tribus ») leur sont ensuite confiées : sur le territoire actuel de la commune de Koné, c'est le cas encore de nos jours des tribus de Koniambo et Tiaoué (proche du village-centre, au nord-nord-est). Ils forment aussi une minorité au sein de la population de Netchaot, occupant essentiellement la partie amont et orientale de la tribu quand la majorité de la tribu, regroupée dans la partie occidentale et avale, est formée par des membres du clan Baraotâ.

D'autres clans migrateurs de vallées de la côte Est, de langues paicî ou cèmuhî, sont attestés par la tradition orale, essentiellement dans des récits de conflits ou de violences les ayant opposés aux Nädu-Görötû :
- les Garaatü en paicî ou Galaahî en cèmuhî, originaires de l'embouchure de la Tchamba (entre les communes actuelles de Poindimié et Ponérihouen) et installés dans la vallée Wéâga, derrière les hauteurs séparant cet affluent de la Koné du cours principal du fleuve, à l'est de ce dernier et dans la partie amont de son cours dans la Chaîne, constitué en chefferie autonome régulièrement aux prises face aux prétentions hégémoniques des autres entités de la région et notamment des Nädu-Görötû, au point que des récits rapportent qu'ils auraient été décrits par leurs voisins comme une « réserve de viande ». Mais leur insertion a le plus souvent été assurée par une certaine spécialisation du clan en tant que pourvoyeur d'épouses, de monnaies de coquillages et de sculptures. Avant 1850, un important massacre de membres du clan a lieu à Pwaara par des hommes du chef Näbuumêê des Nädu-Görötû[12]. Par la suite, comme pour les Baraotâ, ils sont attaqués par Goodu et beaucoup se réfugient davantage dans la Chaîne centrale à l'ouest, vers les villages de Néami, Bopope, Atéou (le lignage Poaracagu, par exemple), ou au contraire vers le sud-ouest (Baco), ou sur la côte Est à Poyes (dans l'actuelle commune de Touho). Ils détiennent encore aujourd'hui la petite chefferie de Bopope (lignage Poaracagu).
- les Baraotâ en paicî, Bèlèot en cèmuhî et francisés en « Bellehotes », venus de la moyenne vallée de la Tchamba (limite entre les communes actuelles de Poindimié et Ponérihouen) et la basse Amoa (Poindimié), installés dans la haute vallée de la Koné sur le plateau de Tango dans la Chaîne, ce clan connaît une lutte pour la chefferie entre deux lignées (les Cau et les Pwaani) avant d'être agressé par Goodu à Pwönaacen en 1865, provoquant la dispersion d'une grande partie du clan, beaucoup migrant vers le nord et l'est, se réfugiant à Bopope voire sur la côte Est, à Poyes (territoire actuel de la commune de Touho), ou vers le sud-ouest (Baco). Certains restent cependant sur place, et les Baraotâ forment encore aujourd'hui la majorité de la population de la tribu de Netchaot dont ils détiennent la chefferie (lignée Waru) et dont ils occupent la partie avale et occidentale, la partie amont et orientale étant peuplée par des membres du clan Göieta (dont les Goromido, qui détiennent la présidence du conseil des anciens de la tribu).
- les Ûrûwë, de langue paicî, francisés en « Ounouas » ou « Ounois », originaires de la vallée de la Ponérihouen - d'où ils auraient été chassés à la suite d'un inceste selon un récit d'Emmanuel Naouna (Nëunââ) - et installés dans celle de la Pouembout (Ouaté), ils sont, et ceux avant la colonisation, les principaux rivaux des Nädu-Görötû dans la région, surtout par les actions de leur chef Èru-parui (« Petit-fils-de-la-lune »), qui mène un raid contre les Nädu-Görötû vers 1820, défit ensuite Goodu au milieu du XIXe siècle (les récits parlent déjà de fusils) avant d'être l'animateur dans la région de l'insurrection de 1878 (quand les Nädu-Görötû et plus généralement les grandes chefferies de Poindah et Baco incarnent la fidélité au pouvoir colonial), il est tué cette année-là par le « gardien des armes » de la chefferie de Poindah, Göröpwöbué du lignage Göröunââ et du clan Nädu, lors du massacre de Cêbunu qui décime une grande partie du clan.

Enfin, il existe des clans installés de manière plus ancienne - antérieure au XVIIIe siècle - dans la basse vallée de Koné, parlant une langue distincte rattachée au groupe des dialectes de la région de Voh-Koné, le haeke, et ayant maintenu des liens (matrimoniaux, sociaux, économiques, culturels, politiques) importants avec les populations littorales installées plus au nord, sur le territoire de l'actuelle commune de Voh, notamment celles de Gatope, Oundjo et Tiéta. Les récits des premiers Européens (navigateurs, aventuriers et beachcomber, mais aussi Jules Garnier en tant que témoin de la répression de 1865-1869 contre Goodu), qui ont généralement ces clans littoraux comme principaux interlocuteurs, une « chefferie » pluriclanique serait attestée dans les années 1850, unissant des lignages anciens de tradition haeke (dont celui de Mwââgu ou Mango, le chef supposé de cet ensemble chassé par Goodu puis, après la défaite de ce dernier, fait grand-chef de Baco) et certains provenant des migrations originaires de la côte Est (dont des alliés des Nädu-Görötû notamment issus des Göièta par exemple, ou certains de leurs anciens rivaux dispersés après leurs défaites contre eux, dont surtout plusieurs représentants des clans Garaatü et Baraotâ), regroupés autour du lieu-dit Baco qui devient par la suite la tribu centrale de la grande-chefferie Mwââgu.

### Les premiers contacts avec les Européens

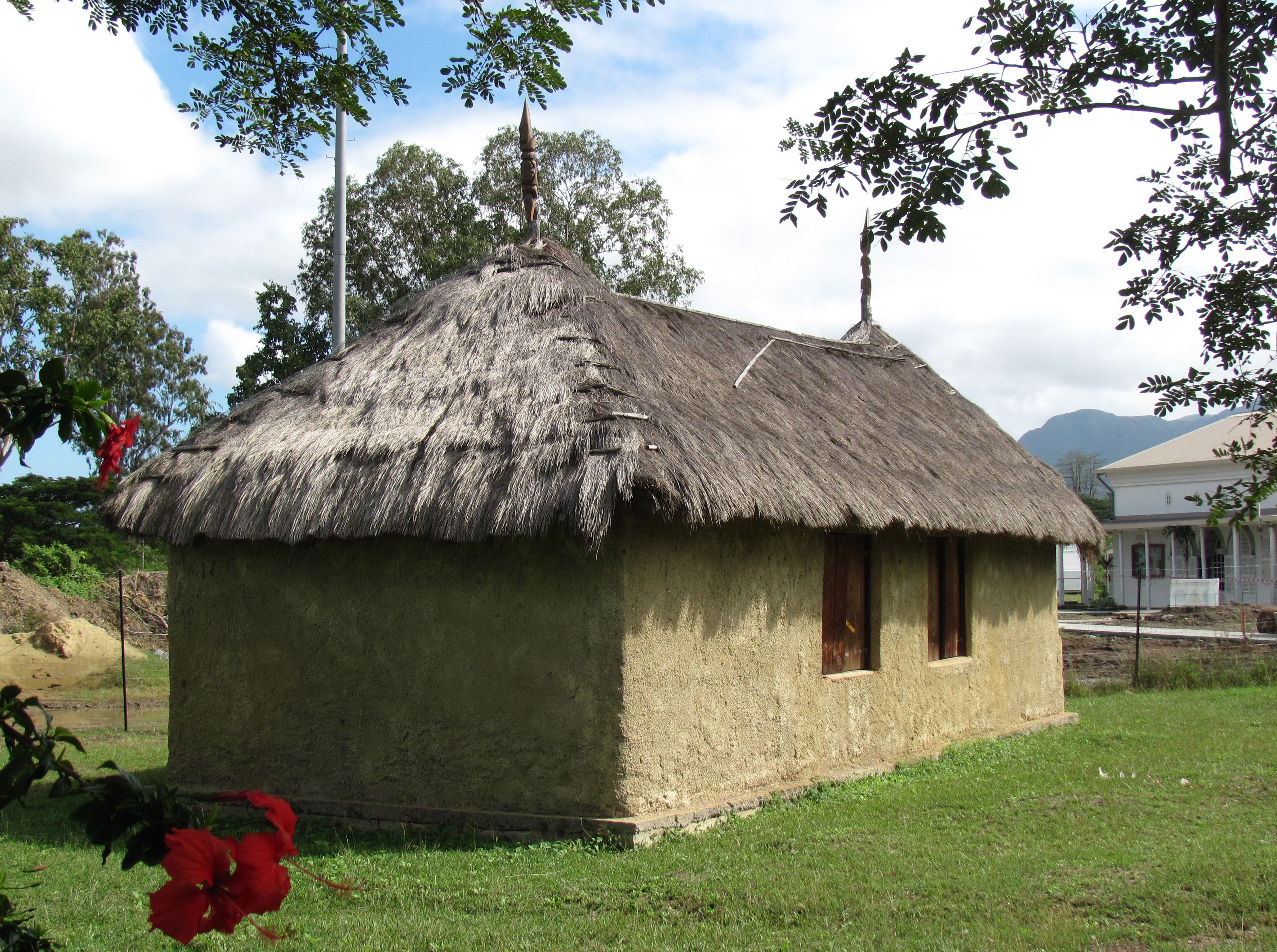
Case reconstituée au centre culturel

Le gouverneur des Etablissements français de l'Océanie, Joseph Fidèle Eugène du Bouzet, effectue à bord du  bateau à vapeur Styx en octobre 1857 une première reconnaissance de la région, et il la reconnaît comme l'une des plus belles parties de la côte Ouest. Venant de Muéo et arrivant aux abords de Pouembout-Koné, il repère la vaste plaine qui couvre la région : « Je crois ne pas exagérer en disant que la plaine qui s'étend depuis le littoral dans cette direction jusqu'aux montagnes de moyenne élévation qui sont adossées à la vallée de Uaka m'a paru avoir près de quinze milles de profondeur. Je n'en ai pas vu de plus grandes en Nouvelle-Calédonie et quand on songe que cette plaine est arrosée par la rivière de Puentpuï [la Pouembout] et la grande rivière de Coneï [la Koné] qu'on peut juger de la fertilité par l'état satisfaisant des cultures. Cette partie de la Nouvelle-Calédonie acquerra une grande importance pour la colonisation... ». 
À cette époque, quelques aventuriers et trafiquants, souvent des Anglais, résident librement le long des côtes de la Nouvelle-Calédonie, servant le plus souvent les intérêts d'un chef local, pour la fourniture et l'entretien des fusils, voire pour la reproduction comme William Diaper ou Diapea alias « Cannibal Jack » (1820-1891), un beachcomber qui a déserté son navire très jeune à Maré et qui se vante dans ses écrits autobiographiques d'avoir eu « un harem » d'une trentaine de femmes indigènes, dont la fille du chef « Bume » alors qu'il résidait à « Koni » (Koné) probablement entre 1843 et 1847. Le gouverneur Du Bouzet rencontre ainsi à Koné un Anglais, James Lother, qui lui offre ses services d'interprète. S'y ajoutent la présence sporadique, pour des périodes plus ou moins longues, de santaliers eux aussi essentiellement britanniques. Ces premiers contacts modifient les pratiques et rapports sociaux à l'intérieur des populations mélanésiennes de la région, par l'introduction des armes à feu, attestées dès les années 1840 mais aussi par l'intégration de certains beachcomber, par certains rapports conflictuels - Jean Guiart indique que des habitants de la basse vallée de la Pouembout ont été « massacrés avant l'arrivée des Français par une expédition punitive de santaliers australiens (en représailles du vol d'un fusil)... » -, ou par des épidémies - la tradition orale en rapporte ainsi plusieurs avant 1853 à Koné et plus au sud à Népoui.

### La «pacification» coloniale française de la région
La zone est reconnue par les Français en 1865.
L'occupation réglementaire de la région de Koné par les Européens remonte au début des années 1870, après qu'elle a été « pacifiée » à la suite de la mort du chef Goodu (ou Gondou) le 13 janvier 1869 et la mise en place des chefferies administratives (créées par l'arrêté du 24 décembre 1867) de Katélia Poadja (Bwëé Atéa Katélia, lignage Pwêjaa, clan Görök) de Poindah (Pwaadë) et du chef Mango (ou Mwââgu) de Baco, alliés des Européens - ces deux chefferies deviennent les grandes-chefferies ou « districts coutumiers » encore existantes, divisées en plusieurs « tribus » ou « chefferies » dans les terres de réserve mélanésiennes, par la décision gubernatoriale no 840 du 8 août 1898. 
Jules Garnier rapporte les détails de l'expédition punitive menée à partir de Wagap et en direction de la baie Chasseloup à Voh contre les chefs Poindi Patchili (de la région de Voh) et Goodu (de celle de Koné), que l'administration coloniale accuse de l'assassinat (ou de la protection des assassins) du colon Taillard en juillet 1865 à Wagap et du massacre des équipages de la Reine-des-Iles et du cotre le Secret à Pouangué (Gatope) en juillet et août de cette même année. La jonction des deux colonnes expéditionnaires engagées dans cette « pacification », celle partie de Wagap et celle venue de Nouméa se déroule dans la région de Koné. Les forces françaises s'appuient alors sur les relations conflictuelles entre clans de la région, s'alliant avec des rivaux des lignages de Poindi Patchili, et surtout de Goodu, engagé depuis les années 1850 dans une politique d'extension de sa chefferie au détriment des clans et ensembles voisins, mais aussi de membres de son propre lignage : son frère Katélia Poadja engagé dans une lutte contre Goodu au sein de la lignée Poadja et de la chefferie duale Nädu-Görötû, mais aussi le lignage de Mwââgu de Baco, qui doit s'exiler au nord à Gatope dans les années 1850 sous la pression de Goodu. Finalement, Poindi Patchili doit se réfugier dans la Chaîne centrale tandis que Goodu est tué au rocher Até, dans la haute vallée de la Koné, le 13 janvier 1869, par une troupe d'auxiliaires mélanésiens commandés par le lieutenant de l'armée française à Wagap, le lieutenant Tonnot, dont les guides sont Ûrüwë. 
Après cette date, l'administration française peut appliquer dans la région de Koné l'arrêté du 22 janvier 1868 qui circonscrit les populations kanak dans des réserves où la propriété « incommutable, insaisissable et inaliénable » de ces domaines est reconnue aux tribus (les kanaks ne peuvent ni les vendre, ni en acheter, mais sont aussi théoriquement protégés contre toute violation de terres). Ces « tribus », avec à leur tête un chef, ont été définies par l'arrêté du 24 décembre 1867 et sont intégrées à l'organisation coloniale de la Nouvelle-Calédonie. Ces « tribus » regroupent les clans, tandis qu'il est donné une reconnaissance administrative à l'organisation kanake en « villages », sous la forme d'une « agrégation légale ayant des attributs de propriété et organisée sous la seule forme qui fut et qui soit propre encore à l’état de la population indigène ». Les tribus possèdent alors de manière indivise les terres réservées aux peuples kanaks par le code de l'indigénat. Deux « chefferies » principales sont alors créées en 1869 à Koné et confiées aux alliés de l'armée française contre Goodu : une ayant autorité sur la moyenne et haute vallée de la Koné, confiée à Katélia Poadja ; une sur la basse vallée et la Chaîne centrale au nord, confiée à Mwââgu. En 1898, ces deux « chefferies » deviennent des « grandes chefferies » ou « districts coutumiers », comprenant respectivement 7 et 5 tribus ou « petites chefferies ». 
Les terres de réserves telles que circonscrites, essentiellement limitées aux espaces montagnards, ne correspondent pas totalement à la réalité des « villages » ou des implantations réellement existantes. Ainsi, l'historien Adrian Muckle démontre que des installations mélanésiennes, parfois importantes, perdurent alors en dehors de la réserve, en raison de limites souvent mal connues et la limitation en pratique des moyens de la gendarmerie pour faire appliquer le cantonnement, l'exemple le plus important restant celui de Poinda. Siège de la chefferie Poadja (Pwêjaa), ce village mélanésien est notamment en bordure directe avec une propriété de colon (la station Caujolle) et officiellement hors de la réserve, mais pourtant régulièrement reconnu par les autorités coloniales ou missionnaires comme une « tribu ». En dehors de ces terres de réserve et des quelques habitats mélanésiens permanents qui se maintiennent en dehors, la quasi-totalité de la plaine devient alors terre de colonisation.

### La colonisation de peuplement

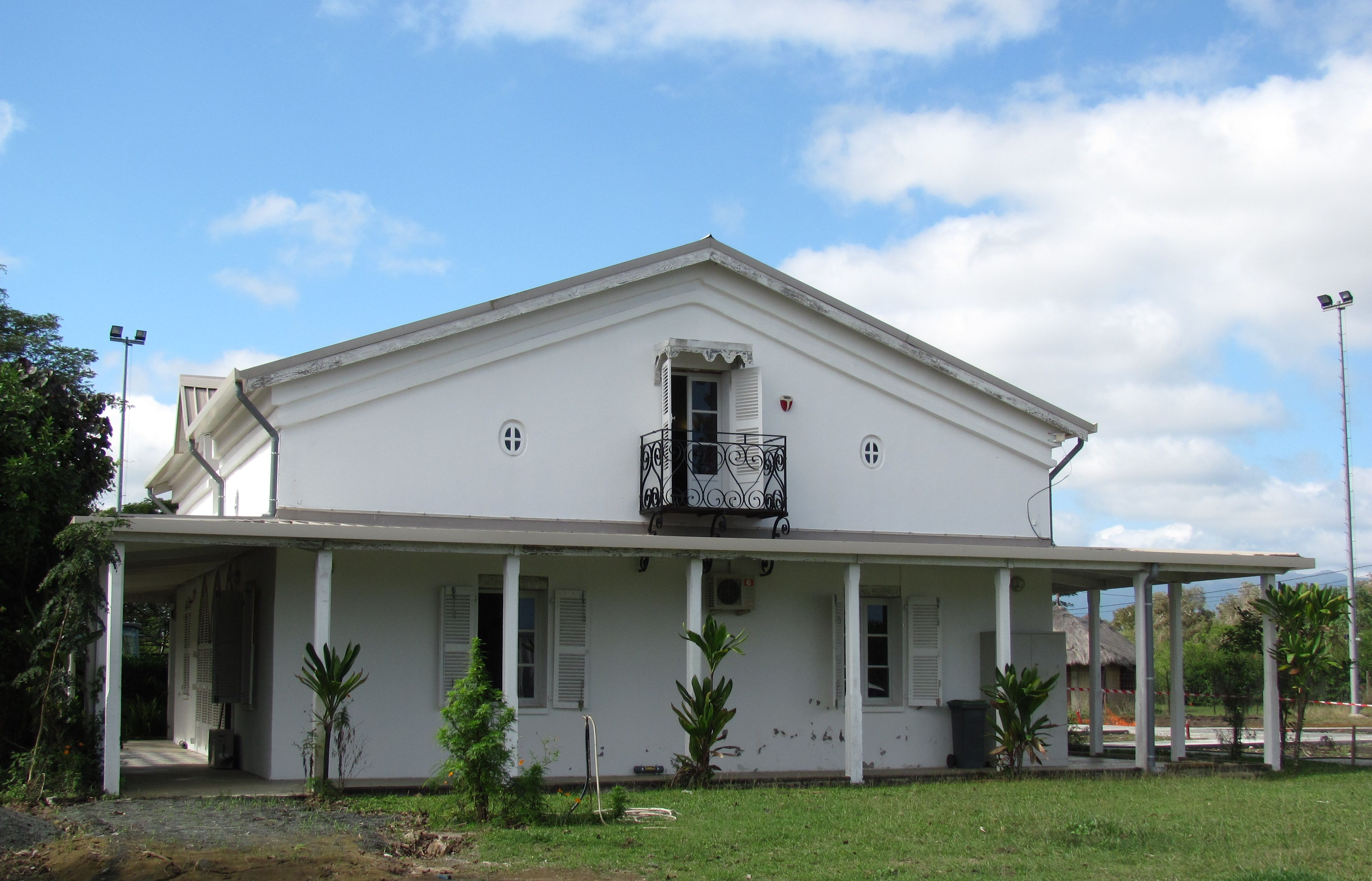
Villa de style colonial au centre culturel de Koné

Des colons-éleveurs sont installés dans les années 1870, comme Jean-Baptiste Devaux, James Atkinson, Francis Holworthy et Sylvestre Leconte, souvent locataires d'immenses surfaces de plusieurs centaines voire plusieurs milliers d'hectares, non délimitées dans le cadre de l'arrêté du 26 janvier 1871. Un Réunionnais, Paul Sicre de Fontbrune, à la suite de la mission de Louis Nas de Tourris en 1864, obtient en location 3 638 ha de terrains à « Koné » se décomposant en réalité en 1 638 ha sur le territoire actuel de la commune de Pouembout et 2 000 ha à Koné, loués avec droit de préemption en vertu d'un permis accordé le 19 décembre 1871 et dont Denis Le Coat de Kervéguen — investisseur à l'origine de l'usine sucrière de la Ouaménie à Boulouparis — est devenu cessionnaire à partir du 8 février 1873. 
Cette portion de terrain de Koné est connue pour être un « objet de plus d'une convoitise » comme le décrit Nas de Tourris en 1877. Mais Le Coat de Kervéguen ne fait rien de cette propriété, où il souhaitait initialement implanter une usine sucrière, et le terrain retourne au Domaine par droit de déchéance le 19 décembre 1877, suivi de celui de Pouembout, le 8 février 1879. Ainsi libéré, l'administration peut songer à l'ouvrir à la colonisation libre dès 1878, mais les événements liés à l'insurrection kanak de cette année retardent les choses. D'ailleurs, les premiers émigrants - comme les Chivot, débarqués le 4 septembre 1878 à Nouméa - auraient attendu 18 mois avant de pouvoir se diriger sur Koné. À la suite des troubles de 1878, notamment stoppés à Koné grâce aux chefferies Nädu-Görötû et Mwââgu, un centre militaire est installé dans ce qui commence à devenir le noyau villageois européen de Koné en 1879, transformé par la suite en gendarmerie, afin de protéger les colons, d'assurer l'ordre au sein de la population européenne mais aussi de surveiller les Mélanésiens des réserves.  
Le centre agricole de Koné est finalement ouvert en février 1881 après le travail d'arpentage du géomètre Jean Caujolle sur une superficie d'environ 1 550 hectares, soit 104 lots de culture d'environ 3 à 4 ha chacun ; 47 lots de pâturage d'environ 20 ha chacun ; 52 lots de jardinage d'environ 1 ha chacun et 93 lots de village de 10 à 20 ares chacun. Il s'agit de la première application des dispositions offertes à la colonisation libre par l'arrêté du 11 mai 1880. Le centre s’appuie sur un poste militaire créé lors de l'insurrection kanak de 1878. Il offre gratuitement aux candidats colons quatre types de terrains : un lot urbain (10-20 ares), de jardin (1 ha), de culture (3-4 ha) et ultérieurement un lot de pâturage de 20 (ha). 
Trois phases de colonisation sont identifiables. 
- La première de 1881 à 1887 est caractérisée par l'implantation de vachers (stockmen) anglo-saxons (Mac Millan, Maccan) et de rares émigrants français (Chivot, Ouvrard, Fallon, Rémy, etc.) ou déportés (Bruyer, Galion). Mais entre 1885 et 1887, aucune installation n'est observée car les candidats colons sont dirigés vers les Nouvelles-Hébrides. Sur 18 colons de cette période, 50 % abandonnent avant les cinq premières années.
- La seconde période (1888-1890) correspond aux mandats du sous-secrétaire d'État aux colonies Eugène Étienne qui donne un certain élan à la colonisation grâce notamment aux convois des navires de l'État, le Magellan et le Nantes-Le-Havre en 1888. En tout 19 colons s'installent ; un seul abandonne.
- La troisième période (1891-1895) correspond à l'installation d'une trentaine de colons arrivés via les courriers mensuels des Messageries maritimes. Le centre étant déclaré complet dès 1891, les nouveaux arrivants (1892-1895) reçoivent des terres au fur et à mesure des abandons ou bien sont installés au centre de Voh (ouvert en janvier 1892) et à celui de La Ouaménie à Boulouparis (ouvert en septembre 1892).

Le centre ne connaît plus de changements notables de population durant la période du gouverneur Paul Feillet, qui concentre les actions de colonisation sur la côte Est. De nombreuses concessions de petits colons sont vendues notamment à un grand propriétaire terrien de Koné, Sylvestre Leconte, qui va acquérir entre 1884 et 1910 : plus de 11 % des lots urbains, plus de 28 % des lots de jardin, plus de 13 % des lots de culture et plus de 25 % des lots de pâturage, totalisant 425 hectares (27 % de la superficie totale du centre) en tout pour un investissement de 30 000 francs.
La commune de Koné est créée en mai 1887, la population européenne étant alors dotée d'une commission municipale nommée, d'abord composée de 3 membres jusqu'en juillet 1893 puis de sept membres. En 1891, cette commune compte 141 habitants de souche européenne. Le développement de la mine de nickel (Kataviti notamment) du massif du Koniambo à partir de 1890 mais aussi de la culture exportatrice du café provoque l'arrivée de nouvelles populations, des mains-d'œuvre asiatiques. Il s'agit notamment de Japonais, dont certains s'émancipent bientôt de leurs contrats d'engagés pour s'intégrer parmi les élites de commerçants de la commune, tels les Tsutsui, et constituent durant l'Entre-deux-guerres près d'un quart de la population libre : ils sont en 1921 116 individus contre 340 citoyens français. Mais il s'agit également de Vietnamiens (travailleurs de la mine) ou d'Indonésiens (dans la mine mais aussi dans les caféries). 
De grands établissements commerciaux, notamment les Établissements Ballande mais aussi la Société havraise calédonienne (SHC) ou certains négociants locaux (Tsutsui jusqu'à la Seconde Guerre mondiale, Maurice Magnier ou des « hommes nouveaux » implantés localement comme Alexandre Féraud ou André Vittori) contrôlent la filière bovine (surtout les Établissements Ballande autour de la station Ballande qui contrôle l'essentiel de la production à partir des années 1930 et est le principal fournisseur de crédits aux petits éleveurs, aux côtés de Maurice Magnier) et du café (les deux principaux racheteurs étant les Établissements Ballande et la Société havraise calédonienne, ces deux compagnies disposant chacune des deux principales succursales où ces productions locales étaient évaluées, négociées et vendues : les « Galeries de Koné » de Ballande à la sortie nord du village-centre et « La Havraise » pour la SHC en contrebas de la mairie à la sortie sud, le marché étant complété par les magasins Magnier et Tsutsui). 
La Seconde Guerre mondiale provoque l'expulsion d'une partie importante de la population d'origine japonaise, tandis que les indépendances de l'Indonésie puis du Vietnam dans les années 1950 et 1960 provoquent également le retour dans leur pays d'origine de plusieurs des engagés javanais ou tonkinois ou de leurs descendants. Les mines de Koniambo sont fermées en 1947. Les exploitations européennes de café s'arrêtent dans les années 1950, mais le café continue parmi la population kanak encore une dizaine d'années. Par la suite, l'élevage reste la seule activité porteuse de l'économie locale.

### Une christianisation tardive

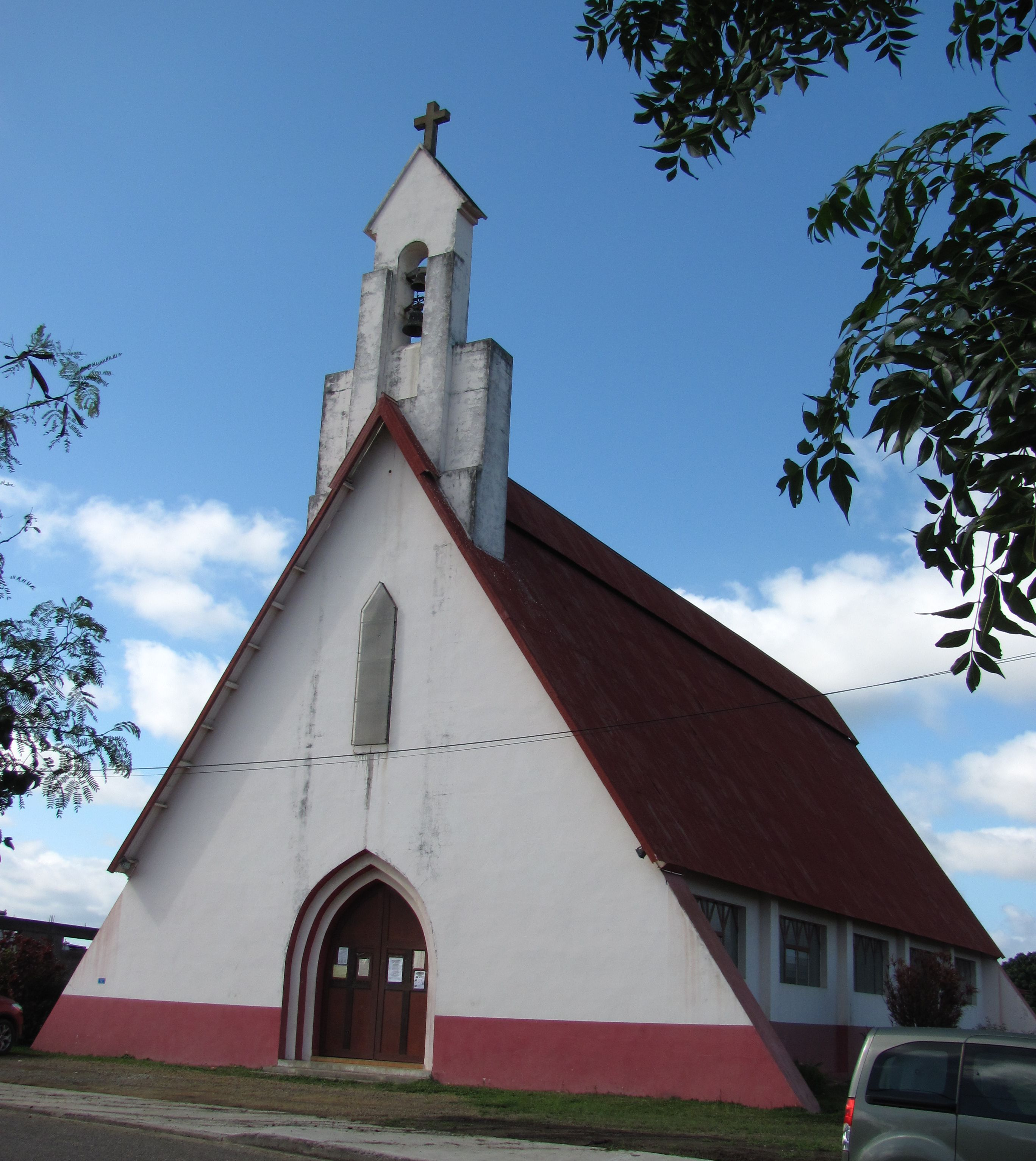
Église catholique à Koné

Si le missionnaire mariste en poste à Amoa sur la côte Est effectue quelques passages à Néami dans la Chaîne centrale dans les années 1870 et 1880, l'évangélisation des populations mélanésiennes dans la région de Koné est tardive, se faisant au tournant du XXe siècle. La première implantation chrétienne durable est liée à la colonisation de peuplement, avec l'installation d'une paroisse catholique et donc d'un curé dans le village-centre européen en 1891. L'actuelle église paroissiale est construite en 1954. 
C'est d'abord la Mission protestante, contrôlée par la Société des missions évangéliques de Paris (SMEP), qui s'intéresse à christianiser les Kanak de la région, par le biais du nata (missionnaire indigène) Waziarim Rosalet, originaire de Maré, qui s'installe à Baco vers 1897. Il fait de cette tribu le siège de la mission protestante locale dès les années 1900, et évangélise Noelly et Netchaot dans la haute-vallée de la Koné, y faisant édifier des temples entre 1912 et 1914. Les tribus montagnardes de Bopope et d'Atéou (où la religion catholique s'est déjà fortement implantée) pour leur part reçoivent l'influence protestante par le biais de la grande chefferie de Poyes, située sur la côte Est (sur le territoire actuel de Touho), elle-même évangélisée à partir de 1901, la diffusion se faisant grâce aux relais coutumiers au sein du clan Garaatü. Enfin, le siège de la grande-chefferie Poadja, Poindah, est gagnée par le protestantisme en 1928 seulement. 
Pour les catholiques, l'effort de mission ne commence véritablement qu'à partir de 1905, essentiellement sur la rive droite de la Koné et en s'appuyant fortement sur le clan Göièta et certains lignages Nädu, mais n'obtient que de faibles résultats avant la révolte de 1917 (seulement quelques dizaines de baptême sont célébrés dans les tribus de Koniambo en 1909 et à Néami dans la Chaîne en 1914). Après la révolte, la dynamique est lancée : de grands baptêmes collectifs ont lieu à Tiaoué en 1919 (tribu qui devient le siège de la Mission catholique dans la région en 1936, avec une église, un presbytère et une école) et à Atéou en 1925, avant de tenter de s'implanter sur l'autre rive de la Koné déjà fortement gagné au protestantisme, avec des baptêmes obtenus dans la partie dominée par le clan Göièta au sein de la tribu de Netchaot (partie orientale et amont) en 1929. 
Depuis le début des années 1930, le découpage religieux actuel de Koné est resté identique : le protestantisme est implanté dans la totalité des populations des tribus de Baco, Noelly, Poindah et Netchaot, dans la partie Baraotâ (occidentale et avale, majoritaire) de Netchaot et Garaatü (minoritaire) d'Atéou, soit une forte concentration dans la vallée de la Koné ; le catholicisme, outre la population de souche européenne dans sa très large majorité, a conquis pour sa part la totalité des tribus Koniambo, Tiaoué et Néami et une majorité de celle d'Atéou, au nord-ouest, ainsi que la minorité Göièta dans la tribu de Netchaot, à l'est.

### La révolte de 1917 et ses conséquences
Le cantonnement, mais aussi le maintien de rivalités anciennes avec les chefferies et grandes-chefferies alliées au pouvoir colonial, provoque des tensions sporadiques au sein des tribus de la réserve. Cette tension atteint son paroxysme avec l'introduction du christianisme - protestant ou catholique - à partir du début du XXe siècle - entraînant de nouvelles rivalités - et avec les enrôlements forcés de Mélanésiens pour aller combattre en Europe durant la Première Guerre mondiale : ces différents facteurs aboutissent à l'insurrection kanak ou révolte de Koné déclenchée en avril 1917 par les tribus montagnardes entre Koné, Poindimié et Hienghène. Des attaques sont menées contre des installations coloniales, des familles de colons et leurs propriétés ou encore contre la mine du Kopéto au sud (sur le territoire de Poya, suivies d'une violente répression menée par les autorités coloniales secondées par les grandes-chefferies de Baco et Poindah et de plusieurs auxiliaires mélanésiens jusqu'en mars 1918. 
Plusieurs tribus disparaissent alors complètement (par exemple Tiamou, d'où est partie la révolte), d'autres (comme Atéou, Néami ou Netchaot) se reconstituent dans les années 1920 après le retour de nombreux insurgés réfugiés entretemps sur la côte Est auprès de clans ou lignages alliés (notamment à Poyes, Tiwaka, Amoa, c'est notamment par ce biais que plusieurs des clans de Koné, encore animistes à l'époque, sont convertis au catholicisme ou protestantisme) ou emprisonnés à Nouméa. Un procès d'assises a lieu à Nouméa entre le 7 juillet et le 19 septembre 1919 : au moins 5 personnes sont condamnées à mort, 45 aux travaux forcés et 5 à la réclusion criminelle. Il s'agit de la dernière grande opération d'affirmation par la force de l'autorité coloniale sur une population mélanésienne révoltée, ce jusqu'aux Évènements des années 1980.
Par la suite, dans les années 1920 et 1930, les autorités coloniales vont s'efforcer, dans le cadre d'une « nouvelle politique indigène » entreprise à partir de 1925 par le gouverneur de l'époque Joseph Guyon, d'améliorer la situation tant sociale qu'économique des Mélanésiens afin d'éviter de nouveaux troubles : à Koné se développe ainsi la culture du café dans les réserves (une activité déjà présente dans les propriétés européennes depuis les années 1860, et qui n'est plus exercée, des années 1950 aux années 1960, que par les seules tribus mélanésiennes) ou en leur ouvrant les portes de l'enseignement public dans des « écoles indigènes » - sans accès néanmoins au secondaire (et ce jusqu'en 1952, tandis que le premier bachelier kanak n'obtient ce diplôme qu'en 1962, le premier pour Koné remontant à 1977) -, celle de la région étant installée dans la tribu de Paouta à Pouembout. Le but est alors de former des « élites lettrées » chargées de faire le lien entre les sociétés européennes et mélanésiennes de la colonie.

### Évolutions politiques de l'après-guerre
Après l'abolition du code de l'indigénat à la Libération, et une tentative finalement de courte durée d'implantation d'un Parti communiste calédonien (PCC) au sein de la population mélanésienne (qui remporte un certain succès dans la tribu de Poindah du fait du militantisme de deux « lettrés » formés à l'« école indigène », Firmin Dogo Gorohouna et Baptiste Bouenhga Poadaé, mouvement vite interrompu par les autorités coutumières, coloniales et missionnaires), les Kanak arrivent sur la scène politique par le biais de deux associations politiques influencées par les missions (l'Union des indigènes calédoniens amis de la liberté dans l'ordre ou UICALO catholique notamment incarnée par Antoine Goromido de Netchaot ou Paul Napoaréa de Tiaoué qui est maire de 1970 à son emprisonnement en 1988 et de 1993 à sa mort en 1994, et l'Association des indigènes calédoniens et loyaltiens français ou AICLF protestante avec Firmin Dogo Gorohouna, après l'échec du PCC), fédérées à partir de 1953 au sein de l'Union calédonienne (UC) du député Maurice Lenormand. Ce parti développe un discours autonomiste, démocrate-chrétien et défenseur de la « liberté dans l'ordre » passant par une amélioration de la situation des populations mélanésiennes derrière le slogan « Deux couleurs, un seul peuple » : il domine la scène politique néo-calédonienne en général jusqu'en 1972, et plus spécifiquement la scène politique locale jusqu'en 2001. 
Ce parti garde en effet une forte assise politique dans les tribus, seulement faiblement concurrencée par la dissidence d'une partie de l'AICLF dans les années 1960 (surtout dans la tribu de Poindah avec Firmin Dogo Gorohouna, ils viennent alors renforcé l'opposition gaulliste et de droite et participent à la création en 1977 du grand parti anti-indépendantiste du Rassemblement pour la Calédonie dans la République ou RPCR en 1977, devenue depuis et jusqu'en 2004 la première force politique du Territoire). Un concurrent plus sérieux apparaît dans les années 1970, à travers le « groupe 1878 », fondé en 1971 par d'anciens étudiants mélanésiens en France métropolitaine gagnés aux idées de Mai 68, revendiquant d'importantes redistributions foncières (dont Élie Poigoune, qui dispose de nombreux liens coutumiers à Koné) et qui participent à la création en 1975 du Parti de libération kanak (Palika, l'une des premières formations clairement indépendantistes). Ce parti, allié dans des listes communes avec l'UC, devenue elle aussi indépendantiste en 1977, à toutes les élections municipales jusqu'en 1995, et incarné localement par Moïse Gowecee de Noelly ou Joseph Goromido de Netchaot (fils de l'une des figures historiques de l'UC locale, Antoine Goromido), gagne rapidement une base importante dans les tribus montagnardes très préoccupées par la question foncière (Netchaot, Noelly et Bopope surtout, mais aussi de manière plus minoritaire à Néami) ainsi qu'une certaine assise à Baco. Cette formation est devenue la première force de la commune à partir de 2001. 
Mais l'UC a gardé aussi jusqu'à son passage dans le camp indépendantiste en 1977 une importante base électorale au sein de la population non mélanésienne, notamment parmi les petits fonctionnaires (Lucien Allard, qui est maire de 1961 à son décès en 1970, est originaire d'une autre commune de « Brousse » et travaillant au Service des Travaux publics depuis 1945), les petits éleveurs (Daniel Devaud), certains petits commerçants (comme André Vittori) ou les métis notamment descendants d'engagés asiatiques ou de colons pénaux (William Yoshida est ainsi métis japonais et kanak). Le choix de l'indépendantisme en 1977 fait perdre l'essentiel de cet électorat (à quelques exceptions près, à l'instar de Daniel Devaud qui est maire pendant l'emprisonnement de Paul Napoaréa de 1988 à 1993), néanmoins minoritaire au sein de la commune. À partir de cette date, l'opposition municipale est incarnée par le RPCR, animée par l'entrepreneur dans le bâtiment d'origine « pied-noir » Robert Saggio (jusqu'à son décès en 1998), et, à Poindah, par Firmin Dogo Gorohouna (décédé en 1991) et le grand-chef Auguste Poadja puis son fils Gérard Poadja (qui a rejoint en 2009 un autre parti anti-indépendantiste, Calédonie ensemble).   
La tension monte entre les deux communautés à partir de 1981 autour de la question foncière, l'action indépendantiste sur le terrain étant alors portée par le Palika : manifestations au village, occupations de terre, barrages (notamment après l'assassinat du secrétaire général de l'UC Pierre Declercq en septembre 1981), expulsions (notamment de la famille Devillers de Poindah en janvier 1984, entraînant deux manifestations concurrentes, une anti-indépendantiste l'autre indépendantiste, dans les rues du village). Durant la période dite des « Évènements », les affrontements sont nombreux entre les partisans de l'indépendance (regroupés autour de Jean-Marie Tjibaou et du Front de libération nationale kanak et socialiste, dit FLNKS) et les défenseurs du maintien dans la France, et la commune est scindée entre le village, les stations d'éleveurs de la plaine et la tribu de Poindah, majoritairement anti-indépendantistes, et les autres tribus, toutes majoritairement indépendantistes. Les gendarmes s'installent notamment à Poindah, avec un héliport, en ayant le soutien de la grande-chefferie et de ses partisans. Des actions sont régulièrement menées à la fois par les indépendantistes contre la gendarmerie ou des propriétés européennes, et par les gendarmes (surtout à partir de l'arrivée de la droite au pouvoir au niveau national en 1986 et le lancement d'une politique de « nomadisation » décidée par le nouveau ministre des DOM-TOM, Bernard Pons) ou des milices « loyalistes » contre la minorité indépendantiste de Poindah (menée par Maurice Goroépata). La violence culmine avec l'assassinat d'un gendarme à Néami le 28 avril 1987, suivi de l'affaire dite de Tiaoué le 30 septembre 1987, au cours de laquelle deux autres gendarmes sont tués à la tribu de Tiaoué, entraînant rapidement l'arrestation de plusieurs militants indépendantistes (dont Maurice Goroépata) pour non dénonciation de malfaiteurs. En janvier 1988, le journal du FLNKS, Bwenando, diffuse un dossier spécial dénonçant ce qu'il appelle « l'algérisation » de la région de Koné. Le maire FLNKS (et membre historique de l'UC), Paul Napoaréa, est arrêté pour complicité dans l'affaire de Tiaoué, déchu de son mandat et de ses droits civiques et emprisonné en avril 1988. Il ne retrouve ses droits civiques qu'en 1993, date de son retour à la mairie. 
Koné est le chef-lieu de la Région Nord créée par le statut Fabius-Pisani de 1985 à 1988 et présidée par Jean-Marie Tjibaou, puis de la Province Nord créée par le statut des accords de Matignon en 1989. Ces derniers permettent le retour à la paix civile en Nouvelle-Calédonie en général et à Koné en particulier, Poindah devenant alors le symbole de la réconciliation de la commune : les gendarmes mobiles quittent la tribu tandis que le chef des indépendantistes minoritaires dans cette localité, Maurice Goroépata, devient président du conseil des anciens et adjoint au maire. Pendant les années 1990, Koné fait l'objet de nouveaux blocages et manifestations dans le cadre des revendications portées par le FLNKS autour du « préalable minier » (le Front ayant posé comme condition à toute relance des négociations sur l'avenir institutionnel avec les anti-indépendantistes et l'État l'impératif que ce dernier pousse la Société Le Nickel, dont il est actionnaire via le groupe Eramet, à céder à la Société minière du Sud Pacifique, contrôlée par la Province Nord et les indépendantistes, le massif du Koniambo afin d'alimenter la future usine du Nord). La levée de ce « préalable » en 1998 permet la signature de l'accord de Nouméa et l'entrée dans la phase de concrétisation de Koniambo Nickel, qui entraîne une urbanisation progressive de Koné à partir des années 2000 dans le cadre du développement de la zone dite « VKP ». Mais surtout, la décennie des années 1990 incarne un véritable renouvellement politique avec l'aboutissement de la rivalité entre l'UC et le Palika qui ne s'allient désormais plus électoralement à partir de 1995, mais aussi avec la disparition ou le retrait de certains « vieux » (pour l'UC, Daniel Devaud se retire en 1993, Paul Napoaréa décède en 1994 et Maurice Goroépata se tourne vers le Palika sans se présenter aux municipales de 1995 ; au RPCR, Robert Saggio décède à la fin de la décennie, suivant ainsi Firmin Dogo Gorohouna lui-même disparu en 1991, tandis qu'Auguste Poadja quitte la politique ainsi que sa fonction de grand-chef en 1996 au profit de ses fils) et leur remplacement par de jeunes élus (Marcel Nedia, qui n'a pas participé à la revendication foncière de 1981-1984 mais seulement aux Évènements de 1987-1988, prend en main l'UC de Koné et la mairie de 1995 à 2001, Joseph Goromido du Palika est élu maire en 2001 tandis que Gérard Poadja prend en main la section du RPCR puis celle de Calédonie ensemble dont il est une figure de la direction collégiale à l'échelle néo-calédonienne).

## Administration

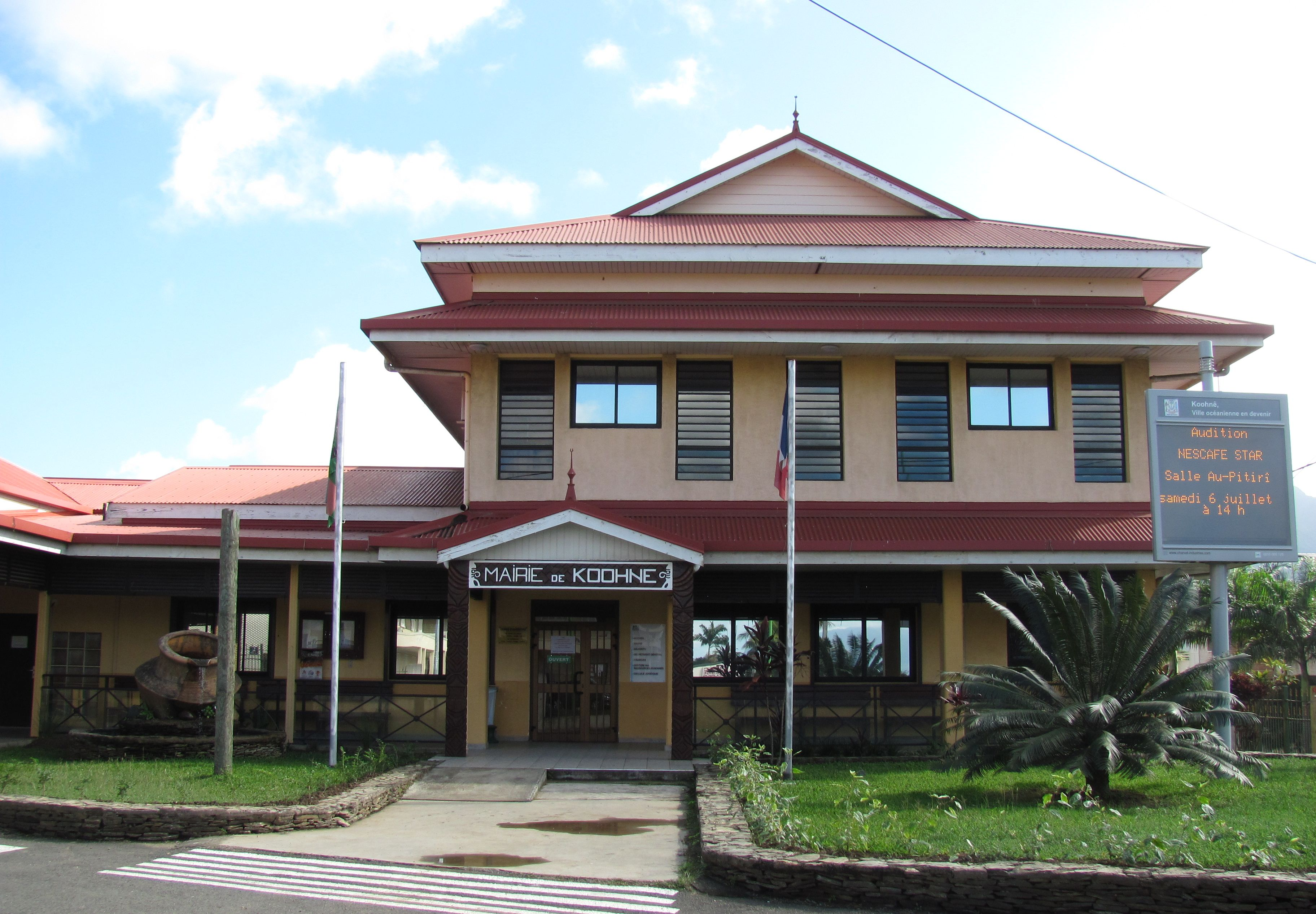
Mairie de Koné

Koné est le chef-lieu de la Province Nord : elle accueille ainsi l'Hôtel de Province, les services administratifs de cette dernière, mais aussi les bureaux du Commissaire délégué de la République représentant le Haut-commissaire dans le Nord. La commune a été créée en 1887, avec une commission municipale dont le maire est élu à partir de 1961. En 1967, Koné devient une commune de droit commun français. L'actuelle mairie est inaugurée en 2006, à l'entrée sud du village-centre. Son intérieur est décoré de poteaux sculptés et de fresques.
| Période | Période  | Identité           | Étiquette          | Qualité |
| ------- | -------- | ------------------ | ------------------ | ------- |
| 1961    | 1970     | Lucien Allard      | Union calédonienne |         |
| 1970    | 1988     | Paul Napoarea      | UC                 |         |
| 1988    | 1993     | Daniel Devaud      | FLNKS-UC           |         |
| 1993    | 1994     | Paul Napoarea      | FLNKS-UC           |         |
| 1994    | 1995     | Jean-Léon Goromoto | FLNKS-UC           |         |
| 1995    | 2001     | Marcel Nedia       | FLNKS-UC           |         |
| 2001    | 2020     | Joseph Goromido    | FLNKS-UNI-Palika   |         |
| 2020    | En cours | Thierry Gowecee    | FLNKS-UC           |         |

## Démographie

### Généralités
L'évolution du nombre d'habitants est connue à travers les recensements de la population effectués dans la commune depuis 1956. À partir de 2006, les populations légales des communes sont publiées annuellement par l'Insee, mais la loi relative à la démocratie de proximité du 27 février 2002 a, dans ses articles consacrés au recensement de la population, instauré des recensements de la population tous les cinq ans en Nouvelle-Calédonie, en Polynésie française, à Mayotte et dans les îles Wallis-et-Futuna, ce qui n’était pas le cas auparavant. Ce recensement se fait en liaison avec l'Institut de la statistique et des études économiques (ISEE), institut de la statistique de la Nouvelle-Calédonie. Pour la commune, le premier recensement exhaustif entrant dans le cadre du nouveau dispositif a été réalisé en 2004, les précédents recensements ont eu lieu en 1996, 1989, 1983, 1976, 1969, 1963 et 1956.
En 2019, la commune comptait 8 144 habitants, en augmentation de 10,95 % par rapport à 2014 (Nouvelle-Calédonie : +0,98 %).
| 1956  | 1963  | 1969  | 1976  | 1983  | 1989  | 1996  | 2004  | 2009  |
| ----- | ----- | ----- | ----- | ----- | ----- | ----- | ----- | ----- |
| 2 037 | 2 340 | 2 557 | 2 479 | 2 919 | 2 919 | 4 088 | 4 500 | 5 199 |

| 2014  | 2019  | - | - | - | - | - | - | - |
| ----- | ----- | - | - | - | - | - | - | - |
| 7 340 | 8 144 | - | - | - | - | - | - | - |

La commune reste peu peuplée mais en forte croissance : avec 4 500 habitants au recensement de 2004, elle était la 10e commune du territoire sur 33 de par sa démographie, et la 3e de la Province Nord derrière Poindimié et Houaïlou. Cinq ans plus tard, au nouveau recensement de 2009, elle compte désormais 5 199 résidents, soit une croissance brut de 15,5 % (et une moyenne d'environ 2,93 % par an), lui faisant gagner trois places au classement des municipalités néo-calédoniennes par leur population (7e rang) et faisant d'elle la commune la plus peuplée de la Province Nord. Un recensement complémentaire organisé en 2011 voit la population municipale encore augmenter à 5 772 personnes. Elle a largement accéléré sa croissance dans les années 2010, atteignant 7 340 habitants en 2014 (6e rang), soit un taux d'évolution annuel de 7,14 % entre 2009 et 2014, le plus fort de l'archipel sur cette période, puis 8 144 habitants en 2019 (6e rang toujours), pour une croissance annuelle moyenne de 2,1 % pour ces cinq années. 
Du fait de sa superficie relativement petite comparativement aux autres communes néo-calédoniennes, Koné a donc une densité de 19,65 habitants au km² en 2014, légèrement supérieure à la moyenne de la Nouvelle-Calédonie (14,47 hab./km²). La population s'est particulièrement accrue dans les années 1990, passant de 2 919 habitants en 1989 à 4 088 au recensement de 1996 (40,05 % en sept ans, soit une moyenne de 5,7 % par année), du fait d'un solde naturel particulièrement important avec une forte natalité (un taux d'environ 27 pour 1000 en 2000) et une faible mortalité (un taux d'environ 7 pour 1000 en 2000). De plus, le solde migratoire entre 1989 et 1996 a été positif : 108 personnes de plus, avec 396 arrivées et 288 départs. Ce développement s'est maintenu dans les années 2000, et plus particulièrement en 2004, Koné drainant véritablement la main d'œuvre de la Province depuis que la grande transversale avec la côte Est dite Koné-Tiwaka a été aménagée, la construction de l'Usine de traitement de nickel du Nord installée au pied du massif voisin de Koniambo et le développement de la conurbation VKP (qui totalisait en 2014 13 091 habitants).

### La population mélanésienne
Les tribus (concentrations humaines, villages ou hameaux) ont été essentiellement créées avec un statut de réserve afin de permettre l'exploitation du nickel et l'installation de colons à partir des années 1860. Koné a été l'endroit où la révolte kanak de 1917, la plus importante insurrection mélanésienne après celle de 1878, a atteint son paroxysme.
La population actuelle est essentiellement mélanésienne, à 63 % selon le recensement de 1996 et 60,5 % en 2009, avec un mode de vie avant tout traditionnel puisque 49,2 % de la population totale de la commune et donc 78 % de la population mélanésienne vit en tribu en 1996.
Neuf tribus résident sur le territoire de la commune, surtout réparties dans l'intérieur et donc dans la Chaîne centrale, qui se partagent entre deux districts coutumiers dont la création remonte à 1869. Tout d'abord celui de Baco, le plus peuplé et qui regroupe quatre tribus (de la plus peuplée à la moins peuplée : Baco et Koniambo qui sont les plus proches du village même de Koné et les mieux desservies par le réseau routier, puis les tribus de Tiaoué et d'Atéou dans la Chaîne). Ces tribus parlent le paicî, langue kanak la plus parlée après le drehu de Lifou et appartenant au groupe centre, à l'exception de la tribu même de Baco qui elle pratique un dialecte de la région de Voh-Koné, appartenant au groupe nord, qui lui est propre : le haeke. 
L'autre district, celui de Poindah, est plus peuplé que celui de Baco mais regroupe toutefois une plus faible part de la population mélanésienne de Koné que ce dernier, du fait qu'il regroupe 7 tribus qui se répartissent dans la Chaîne à cheval entre les deux communes voisines de Koné (5 tribus : Netchaot, Noelly, Néami, Poindah et Bopope par ordre décroissant de population) et de Pouembout (2 tribus : Ouaté et Paouta-Baï, soit la totalité des tribus de la commune). Ces tribus sont aussi de langue paicî, à l'exception de celles de Netchaot et de Bopope qui parlent, en raison de la forte proportion au sein de leur population des deux clans Garaatü et Baraotâ, aussi bien le paicî que le cèmuhî, les deux langues (appartenant toutes deux au groupe nord) qui ont donné le nom à l'Air coutumière à laquelle appartient la commune de Koné : l'Aire Paici-Camuki.

### La population «broussarde»: Européens et Indonésiens
Même si elle est minoritaire, il existe une solide population d'origine européenne à Koné avec entre un quart et un tiers de la population de la commune (24,4 % se déclarant Européens en 1996, puis 19,9 % à quoi s'ajoutent 8,5 % de métis et 5 % se disant « autres - calédoniens » en 2009). Il s'agit de la deuxième plus forte population d'origine européenne présente dans une commune de Province Nord, derrière Koumac, avec environ 1 500 individus (1 037 Européens, 444 métis et 259 « autres » en 2009). Il s'agit pour l'essentiel de « Caldoches », dits aussi « Broussards », c'est-à-dire issus de familles installées là depuis plusieurs générations, remontant ainsi à la colonisation. C'est même l'un des foyers de colonisation des plus anciens : des colons s'y sont installés dans les deux décennies qui ont suivi directement la prise de possession, Koné constituant l'un des points les plus au nord où arrivaient la colonisation de peuplement française. L'installation s'est surtout faite à partir des années 1860 lorsque la mine de Koniambo commença à être exploitée. Plus tard, un poste militaire (dont le bâtiment sert aujourd'hui de gendarmerie) est créé en 1879 pour mieux surveiller les populations kanaks après l'insurrection du Grand chef Ataï en 1878, et une paroisse catholique est créée en 1891. En 1888, Koné se dote d'une commission municipale. 
Cette population, descendant donc des premiers colons, est essentiellement composée d'éleveurs de bovins sur les plaines herbeuses et à savane de la côte ouest. S'y ajoutent des fonctionnaires (gendarmes, enseignants du collège, de l'antenne du lycée professionnel ou du lycée agricole et général Michel-Rocard de Pouembout, employés de la subdivision administrative, de la poste, de la commune ou de la province) ou des commerçants. 
Intégrés parmi les « Broussards » se trouvent les descendants de la main d'œuvre indonésienne venue travailler dans les mines ou dans les plantations de café au début du XIXe siècle et qui sont aujourd'hui environ 150 (149 en 2009), soit 2,9 % de la population totale de la commune.

## Économie

### Activités économiques
Koné est, comme beaucoup de communes de brousses, touchées par un fort taux de chômage qui s'est toutefois réduit à partir du début des années 2000 grâce au développement de la zone VKP : il était de plus d'un tiers de la population active (33,5 % exactement) en 1996, pour passer à 14,82 % en 2009. En vérité, il faut prendre en compte alors tous les habitants des tribus qui n'exercent pas d'activités professionnelles à proprement parler mais participent aux tâches de la tribu parmi lesquelles la polyculture vivrière traditionnelle (igname, taro), la pêche, la chasse vivrière ou l'artisanat traditionnel. Ainsi, parmi les 386 chômeurs déclarés de la commune en 2009, 209 (54,15 %) affirmaient exercer en activité annexe à la fois de l'agriculture et de la pêche (dont la quasi-totalité, soit 203, pratiquaient les deux pour la consommation personnelle), à quoi s'ajoutaient 48 ne faisant que de l'agriculture (dont 47 pour la consommation personnelle) et 38 que de la pêche (dont 31 pour la consommation personnelle). 
Bien que gagnée par l'urbanisation, Koné conserve une forte vocation rurale et agricole, bien que le chiffre de 117 personnes travaillant dans le secteur agricole en 2009 (5,27 % des actifs occupés uniquement), dont 38 agriculteurs exploitants et 62 ouvriers agricoles, reste assez faible : il concerne en fait essentiellement les activités d'élevage des propriétés des familles « broussardes », vouées à la commercialisation. Il peut être doublées par 117 autres personnes (dont 100 ouvriers) travaillant dans l'industrie agroalimentaire. De plus, ce total ne prend pas en compte encore une fois les activités agricoles vivrières des tribus. 
Le tertiaire est sinon très développé et en croissance, avec 746 personnes travaillant dans ce secteur en 1996 puis 1 423 en 2009 (64,13 % des actifs occupés), dont un cinquième environ (312, ou 21,93 %) travaillant dans la fonction publique municipale, provinciale ou du Commissariat délégué de la République (198 employés de service et agents de service de l'administration, 42 professions intermédiaires administratives et 72 cadres de la fonction publique), mais aussi dans les différents services publics de l'éducation (175 personnes en 2009 dont 13 professeurs ou professions scientifiques et 162 professeurs des écoles, instituteurs ou assimilés), la santé (30 professions intermédiaires de la santé et du travail social), la sécurité (68 gendarmes ou militaires) mais aussi dans l'information, les arts et les spectacles (16 actifs en 2009). Au 30 septembre 2008, 262 entreprises sur les 1 059 de la commune inscrites au Répertoire d'identification des entreprises (RIDET), soit près du quart d'entre elles (24,7 %), relevaient du secteur « services collectifs, sociaux et personnels ». À l'époque de la construction de la route transversale de la Koné-Tiwaka, le secteur du BTP était le 3e de la commune en termes d'actif en 1996 avec 121 personnes. Ce secteur est resté important par la suite et s'est même développé, grâce aux chantiers de l'usine du Nord à Vavouto (Voh) et les aménagements de la conurbation VKP (Voh-Koné-Pouembout). Au 30 septembre 2008, 14,2 % des entreprises de Koné inscrites au RIDET (140 d'entre elles) relevaient du domaine de la construction, pour 410 actifs en 2009 (60,39 % des 679 actifs travaillant dans le secteur industriel et de la construction, et 18,48 % de la totalité des actifs occupés).     
Le tourisme reste encore assez peu développé, même si la Koné-Tiwaka est devenue en elle-même très visitée par les touristes du fait de ses paysages et de ses nombreux points de vue aménagés. Le site archéologique de Lapita, où fut découvert pour la première fois la poterie dite de la « tradition de Koné » qui sert d'emblême à la culture « Lapita » qui a fleuri dans une grande partie du Pacifique dans les 1ers millénaires avant notre ère, est un argument important de promotion touristique. Comme dans les autres communes de « brousse » sinon, il s'agit essentiellement d'un tourisme rural avec l'installation de plusieurs gîtes en tribu ou sur des propriétés « broussardes », la pratique de sports comme la randonnée notamment à cheval dans la chaîne. 
En 2006, un hôtel trois étoiles, le Koniambo, qui fait partie de la chaîne des Grands Hôtels de Nouvelle-Calédonie gérée par la Société financière et de développement de la Province Nord (Sofinor), a été ouvert en face de l'aérodrome de Koné. S'y ajoutent trois deux-étoiles (La Néa ouvert en 2009 à la sortie nord du village et qui fait également partie des « Grands Hôtels de Nouvelle-Calédonie », L'Hibiscus qui a été agrandi et réaménagé en 2007 et 2008 à l'entrée du chef-lieu, et L'Escale en son cœur)[réf. nécessaire]. 
Enfin, il existe au moins deux terrains de camping : un gratuit à la plage de Foué, et un payant (avec possibilité de loger en case) à la tribu d'Atéou.

### Vers le pôle urbain du nord
À la suite des accords de Matignon de 1988, l'une des politiques majeures entreprises alors fut celle du rééquilibrage entre les Provinces, et notamment entre le Nord et le Sud. C'est dans le cadre de ce rééquilibrage que fut pensée l'idée de créer un pôle urbain dans le nord, entre les communes de Voh - Koné - Pouembout (VKP). La première étape a été l'inauguration officielle de la  Koné-Tiwaka le 24 novembre 2000, après 10 ans de travaux, qui a fait véritablement de Koné un carrefour stratégique en Province Nord en reliant la commune sur la côte Ouest à Poindimié et à Hienghène sur la côte Est en 1h15 de route. Ensuite, fut lancé le projet de construction d'une usine de traitement de nickel d'une capacité souhaitée de 60 000 tonnes par un partenariat de la Société minière du Sud Pacifique (SMSP), vendue après les accords par le dirigeant anti-indépendantiste Jacques Lafleur à la Province Nord pour procéder au rééquilibrage minier en faveur du Nord, et du groupe canadien Falconbridge (remplacé par le suisse Xstrata en 2004). Malgré le retard considérable pris par ce projet, les premières coulées ont lieu en 2013. La commune dispose aussi d'un aéroport pour les vols intérieurs essentiellement en provenance ou à destination de Nouméa, et d'un petit port sur la presqu'île de Foué.
De plus, le collège d'enseignement secondaire (CES) public de Koné, existant depuis 1976 avec alors l'ouverture d'une classe de 6e, et disposant d'une classe de chaque niveau (6e, 5e, 4e et 3e) depuis 1979, ne comportait à l'origine que 10 salles préfabriquées. L'établissement sous sa forme actuelle a été totalement reconstruit à partir de 1995. Il dispose désormais de 8 bâtiments, qui ont reçu chacun une lettre de A à H. Les effectifs étaient à la rentrée 2008 de 642 élèves (parmi lesquels 31 en Section d'enseignement général et professionnel adapté SEGPA et 54 en Groupes d'observation diversifiée GOD) répartis en 9 sixièmes (dont 1 SEGPA et 2 GOD), 8 cinquièmes (dont 1 SEGPA et 2 GOD), 10 quatrièmes (dont 1 SEGPA et 3 de découvertes professionnelles) et 10 troisièmes (dont 1 SEGPA et 3 de découvertes professionnelles), soit en tout 37 classes. À cela s'ajoute l'Antenne du Lycée professionnel (ALP) de Touho et ses 130 élèves. Dans la commune voisine de Pouembout se trouve le lycée à la fois agricole et général Michel-Rocard (ainsi inauguré en octobre 2016), qui était auparavant un lycée d'enseignement général et des techniques agricoles (LEGTA), créé seulement comme un lycée agricole en 1995, puis a été ouverte une section d'enseignement général (pour un tiers des effectifs totaux) par une convention passée avec le vice-rectorat de Nouvelle-Calédonie en 2005 avant d'adopter définitivement sa double fonctionnalité en 2016. En effet, dans le cadre du transfert de la compétence de l'enseignement secondaire public de l'État à la Nouvelle-Calédonie, une réforme de la loi organique relative à la Nouvelle-Calédonie a été opérée le 3 août 2009 pour préciser les modalités financières de ce transfert (article 55-1) : parmi celles-ci, l'État s'est engagé à financer jusqu'à son terme la transformation du lycée agricole de Pouembout en lycée polyvalent, général, technique et professionnel.       
Mais en termes d'infrastructures publiques Koné est restée longtemps loin derrière Poindimié, sur la côte Est, où se trouve un hôpital (alors qu'il n'y a qu'un dispensaire à Koné) et un lycée d'enseignement général et technologique. Pour réduire ce décalage, et accompagner le développement urbain de la commune, le projet de construire d'ici à la fin de l'année 2017 un hôpital de 60 lits à Koné est lancé en 2012.

### Des activités culturelles et sportives en développement
Koné abrite un centre culturel provincial depuis 2005, à 3 km du village centre et qui se compose de plusieurs cases et d'une villa construite en 1880, et une salle polyvalente (de cinéma, de conférences et de soirées) baptisée Au Pitiri (ancien cinéma « CinéKoné » fermé en 2002 pour connaître une longue période de réhabilitation, elle est ouverte en décembre 2009 et officiellement inaugurée en juillet 2010). Le centre culturel accueille également une antenne du Conservatoire de musique et de danse de Nouvelle-Calédonie (ancienne école territoriale de musique, ou ETM) depuis 1994, l'une des deux en Province Nord avec celle de Koumac. La chaîne publique de télévision et radio Nouvelle-Calédonie 1re a fixé une de ses deux antennes délocalisées, avec studios, à Koné, l'autre étant située à Lifou et le siège à Nouméa. La première chaîne de télévision povinciale de proximité néo-calédonienne, NCTV, a son siège social à Koné où elle est créée le 8 décembre 2013, sa première diffusion sur la TNT de l'archipel se faisant à cette date en direct du stade Yoshida. Elle est gérée par une société anonyme d'économie mixte locale (SAEML) dénommée « Société de télévision - radio » (STR), dépendant de la Province Nord qui l'a créée en septembre 2010. 
Sur le plan du sport, on y trouve un centre hippique et le stade Yoshida, et la tribu de Baco abrite un club de football, la JS Baco qui est l'un des principaux clubs du territoire : ce club a été champion de Nouvelle-Calédonie en 2000, 2001 et pour la saison 2006-2007, et a été finaliste en 2002 et 2003. La JS Baco a aussi remporté la coupe de Nouvelle-Calédonie en 1980, 1984, 1987, 1991 et 1995 et a été finaliste de la coupe en 1982, 1989, 2003, 2005 et 2006. Une base nautique provinciale, assurant des enseignements aux scolaires mais aussi des camps de vacances ou des locations en planche à voile, dériveurs et kayak de mer, a été inaugurée sur la plage de Foué en 2010. Pour les XIVe Jeux du Pacifique, organisés par la Nouvelle-Calédonie en 2011, un Centre provincial de tennis est aménagé à Koné, avec quatre courts (terre battue), deux minicourts, deux tribunes de deux cent cinquante places chacune, un club-house avec snack-bar et un parking (2010-janvier 2011).

## Culture locale et patrimoine

### Lieux et monuments
- Église Notre-Dame-de-l'Assomption de Koné.
- Église Saint-Louis-de-Gonzagues de Tiaoué.
- Temple protestant de Nawéèlé.

### Personnalités liées à la commune
- chefs anciens
  - Gondou, chef du clan Nädù, vers 1860, responsable de nombreux raids contre les centres européens, trahi en 1869, tué par les Ounoua,
  - Poindi-Poitchili, originaire de la vallée de la Twaka, organisateur de l'assassinat du colon Taillard (Wagap, 1865), réfugié à Koné, allié de Gondou, responsable de Pamalé en 1869, mort en déportation à Obock en 1888,
  - Bwëé Atéa Katélia,
  - Téâ Antoine Katélia Poadja (1880c-1963), grand chef dès 1902,
  - Auguste Poadja, grand chef de 1963 à 1996,
- Chefs actuels
  - Gérard Poadja, Jacob Wabéalo (1947-2016),
- occidentaux
  - Charles Jacques Félix Metzdorf (Bruges, 1843)-(Sydney-1946), prospecteur, entrepreneur (Mines de la Madeleine, de Kataviti, Réserve de Pamalé)[42],
  - Georges Baudoux (1870-1940), né à Paris, arrivé à Koné en 1887, prospecteur, premier écrivain calédonien[43],[44] : Légendes canaques,

### Activités d'intérêt touristique
- complexe culturel provincial de Poménie, médiathèque,
- Au-Pitîri, centre de rencontres et d'échanges,
- randonnées, pédestres et équestres,
- tribus, guides,
- ULM,
- Foué : port, plage, base nautique,
- Pêche,
- marché matinal, mercredi et samedi,
- églises : Tiaoué, Atéou, Koniambo
- temples : Netchaot, Bopope, Baco, Noëlly,

## Repères routiers sud: RPN1 Voh - Koné - Pouembout
- commune de Voh (Vook)
  - vallée de Boyen (Bweeyen),
  - vallée de la Temala, piste vers Ouengo-Pouépaï,
  - cœur de Voh, accessible à pied, à cheval, et depuis Koné en avion, et surtout en ULM,
  - Voh, médiathèque, musée du café,
  - vallée de la Voh, vers Tiéta (Cata),
  - presqu'île de Gatope (Webwihoon), baie Chasseloup, plage, îlot Galope, élevage de crevettes,
  - Vavouto, terminal du tapis roulant de minerai de nickel, usine (2013), wharf, mine de Koniambo,
  - Oundjo (Xujo),
  - massif de Kaféate,
  - île Pingiane,
- commune de Koné (Koohnê)
  - Pinjen,
  - vallée et baie de Katawiti, plage de Foué,
  - Koné-ouest : aérodrome, hôtels Koniambo et Néa,
  - Koné : bourg, mairie, gendarmerie, commerces, hôtels, centre culturel provincial La Poménie,
  - Koné-sud : hôtels Hibiscus et L'Escale, Eden Apartel, centre commercial,
  - massif du Koniambo (Göröbwau),
  - vallée vers Grombaou, Tiakana (Aucaakana), Ateu, Atéou,
  - Bako, vers Tiaoue (Cè Wè), Noéli (Näwéèlé)
- commune de Pouembout (Pwébuu)
  - RPN2, vers la transversale ouest-est : Poindah (Pwaadë), Näèmî, Netchaot (Hêcaalolè), vallée de la Tiwaka, Touho, Poindimié,
  - vers Pelaoui,
  - vallée de Tia'oué,
  - route transversale Pouembout-Poindimié : Netchaot, Bobeito, Bopope, Pombéï, vallée de la Tiwaka, aires aménagées,
  - siège de la Province Nord, rond-point, case coutumière,
  - Pouembout village, mairie,
  - route et vallée de Tamaon, Paouta, Forêt plate,
  - plage de Franco, baie Blanche,
  - vers Népoui...

## Repères routiers ouest-est: RPN 2, transversale Koné-Tiwaka
- RT1 : au sud de Koné (Koohnê), au nord de Pouembout (Pwèbuu)
- vallée de la Koné
  - (route de Tiaoue (CéWé),
  - Bako, Pelaoui,
  - nord, vers Noëli (Näweèlé), Tiaoue (CéWé),
  - sud : Poindah (Pwaadë),
  - est : Putoé,
  - nord, vers Naëmî,
  - sud-est Netchaot (Hêcaalolè,
- vallée de la Tiwaka
  - Bopope (Pwöpwöp), vallée de la Pwameju,
  - Pombéi,
  - sud : Tiwaka,
- RPN 3
  - nord : Kokengone, Koé, Touho, Hienghène...
  - sud : Pweeo, Wagap, Poindimié, Ponérihouen, Canala...